# Византийский светский костюм

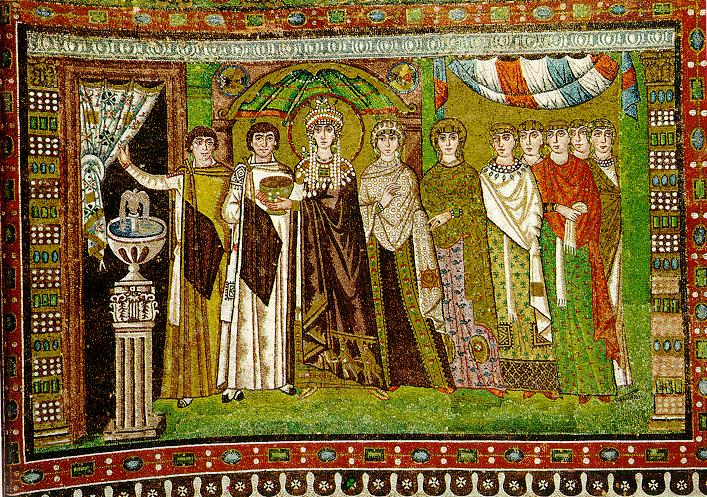
Императрица Феодора со свитой. Мозаика Сан-Витале в Равенне, 527—548 годы

Византийский светский костюм — одежда, использовавшаяся светскими членами общества Византийской империи.
В Византии, как и в других средневековых культурах, одежда служила средством обозначения положения носителя в социальной иерархии. Костюм часто выражал идею превосходства одних людей над другими, причём это регламентировалось и в законодательной форме — вид, форма, цвет и даже количество одежды.

## Изучение

#### Историография
Работы, так или иначе касающиеся этих тем, можно разделить на несколько групп. Первую составляют труды, посвященные костюму Византии. Специальных книг на эту тему нет. Конечно, во всех изданиях, посвященных истории моды, есть раздел о костюме Византии, но он, как правило, небольшой. В качестве изобразительного материала авторы этой группы литературы часто используют иллюстрации современных художников. Выгодно отличается в этом отношении труд Мерцаловой, для которой характерна большая тщательность в подборе материала и в его анализе. Вторую группу составляют исследования историков искусства. Их особая ценность состоит в том, что они хорошо иллюстрированы. Их авторы делают доступными большое количество произведений искусства, тщательно атрибуированных.
Особую группу работ составляют исследования повседневной жизни Империи ромеев. Все они построены по одному принципу: материал скомпонован по рубрикам — география, занятия, еда, досуг, образование, костюм и т. д. Эти книги содержат богатый фактический материал по культуре эпохи, но иллюстративный материал, который используют авторы, очень низкого качества. Это в основном «прориси» и трудночитаемые черно-белые фотографии. Особым вниманием пользовалась, конечно, фигура императора.
Попытку преодолеть «раздробленность» в изложении и, главным образом, в осмыслении проблем культуры Византии, одним из первых в отечественной историографии предпринял А. Каждан. Высказанное Кажданом соображение о том, что дидактическое по своей природе искусство Византии выдвигало требование понятности, объясняет многие особенности происходивших там художественный процессов.
В источниковедческой литературе неоднократно поднимался вопрос о самостоятельной значимости изобразительных источников, но, до сих пор произведения искусства остаются предметом изучения, главным образом, искусствоведов. Ещё в 1974 г. была предпринята попытка отойти от установившегося правила. Книга В. А. Плугина «Мировоззрение Андрея Рублева», которая до сих пор остается одним из немногих примеров продуктивного использования изобразительных источников, не просто в качестве дополнения к письменным, но как самостоятельных, ценных, способных дать сведения, которые нельзя почерпнуть ни в каком другом месте.

## Характеристика

### Аскетизм силуэта и роскошь фактуры
В историографии давно отмечено, что византийская одежда складывалась под влиянием античной одежды Римской империи и представляла собой сплав традиций римского и восточного костюмов. При этом культура Византии находилась под сильнейшим влиянием христианской религии. 
С принятием и распространением христианства в Византии формируется очень сложная система отношения человека ко Вселенной. Не вдаваясь в подробности можно сказать, что Вселенная воспринималась византийцами как единая система мироздания, в которой Земля, всегда обращенная к небу, занимала особое место. Именно на Землю снизошёл Сын Бога— Иисус Христос. На этой почве возникла сложная система символов, объединяющая видимый мир с невидимым божественным. И архитектура, и мозаики на стенах храмов, и парадные костюмы царей и придворных — всё было основано на сложной системе символов, получивших неповторимое художественное воплощение в византийском искусстве.
В отличие от изображения или знака, символ наделён смыслом. Этот смысл, прежде всего, относился к цвету: голубой — символ неба; зелёный — символ надежды, цветения; золото — символ божественной энергии, Святого Духа, чистоты (см. также характеристику эпитета «багрянородный»).
Золото было предметом первой необходимости в этом особом языке цветовых символов и в парадных одеяниях византийских императоров и его приближенных. Как пишет Каждан, на вершине иерархии цветов стояли пурпурный и золотой: «насмешливый Никита Хониат заметил как-то по поводу поражения византийских войск при Мириокефале (1176), что было дурным признаком василевсу выйти на поле брани в одежде цвета желчи: он как бы выворачивает наизнанку символику золотого императорского цвета».
Даже цвет чернил был строго регламентирован: «если василевс подписывал свои грамоты пурпурными чернилами, то высшие чиновники, дети и братья императора имели право на синие, вельможи рангом пониже пользовались зелёным цветом. Когда же государь выходил к подданным в дни поста, он, стремясь подчеркнуть своё смирение, вставал не на красную роту, как это было обычно, но на роту зелёного цвета».
При этом во внешнем облике людей Византийской империи тело тщательно прячется под одежды, а внимание художников сосредоточено на лице. Византийский лик характерен удлиненным овалом, большими глазами и маленьким ртом, подчеркивается высокий лоб. В связи с той же идеологией появляются новые формы одежды простого покроя, основная задача которых — придать человеческой фигуре бесплотные черты. Массивный силуэт скрывает естественные формы, прямые вертикальные линии без складок делают одежду монументальной. Украшения располагаются в основном по горизонтали, начиная с воротника — оплечья — и заканчивая каймой подола, придавая образу устойчивость. Головной убор визуально увеличивает голову. Одежда окутывает человека с головы до ног, туники и плащи становятся гладкими и без складок. Человек в такой одежде выглядит упакованным в широкий футляр.

### Костюм императора
Наибольшее количество сведений современники оставили об императорском костюме: здесь есть и письменные источники, и богатый изобразительный материал. Центральное положение императора в обществе ощущалось во всей жизни средневекового города, но оно утверждалось не через монументальные памятники, как в ранний период, а через пышный церемониал.
Свидетельства новой идеологии царства обнаруживаются в маленького размера пластинах слоновой кости. Поскольку, возможно, они создавались для ограниченного хождения, они часто отражают более интимный взгляд на общественную церемонию коронации и торжеств, которые горожане видели на ипподроме и в соборе. На коронационном портрете 945 года император Константин VII Багрянородный (ГМИИ) представлен коронованным самим Христом. На аналогичном по тематике, но более раннем портрете на слоновой кости (т. н. Диптих Барберини) император (Юстиниан ?) коронуется им же, но Христос благословляет императора из заоблачных высей. При сравнении видно, что на портрете Константина Христос помещен с императором в одном пространстве и сам надевает на него корону. Это важное нововведение: божественное освящение делает императора полноправным посланцем Небес на земле. Это изменение отражает общую сакрализацию церемонии коронации императора.
Если в раннюю византийскую эпоху императора короновала армия перед публикой на ипподроме, в Средние века его коронует патриарх с амвона Святой Софии (подробнее см. Коронация византийского императора). Таблетка из ГМИИ, конечно, показывает не историческое событие коронования патриархом, а скорее желание императора быть изображенным поближе к Господу. Эта табличка слоновой кости, возможно, предназначалась в дар послу или другому важному чужеземцу. Несмотря на её небольшие размеры (18,6 х 9,5 см) элементы костюма можно прочитать легко. Костюм императора Константина, хотя и сохранил некоторую пластичность, свойственную одеждам предшествующих эпох, но в целом имеет уже другой облик. Узкая прямая туника императора — парагадион с узкими длинными рукавами, почти лишена драпировок. Боковые разрезы и низ туники отделаны сплошной каймой.
Знаком царского достоинства является лорум, унаследованный у античности. Лорум надевали следующим образом: один конец опускали спереди (посередине) и на уровне груди, отвернув его под углом, затем перекидывали его через плечо на спину. На спине из лорума делали петлю, через неё продевали оставшийся свободный конец, пропускали его наперед и располагали по левой руке. Лорум постепенно становится за счёт многочисленных украшений и золотых накладок таким тяжёлым, что его уже невозможно согнуть. И поэтому к его концу начинают пришивать кусок легкой шёлковой ткани.
На голове у Константина изображена стемма — широкий коронообразный венец с двумя, видимо жемчужными, нитями по бокам, называемыми Пропендулии.

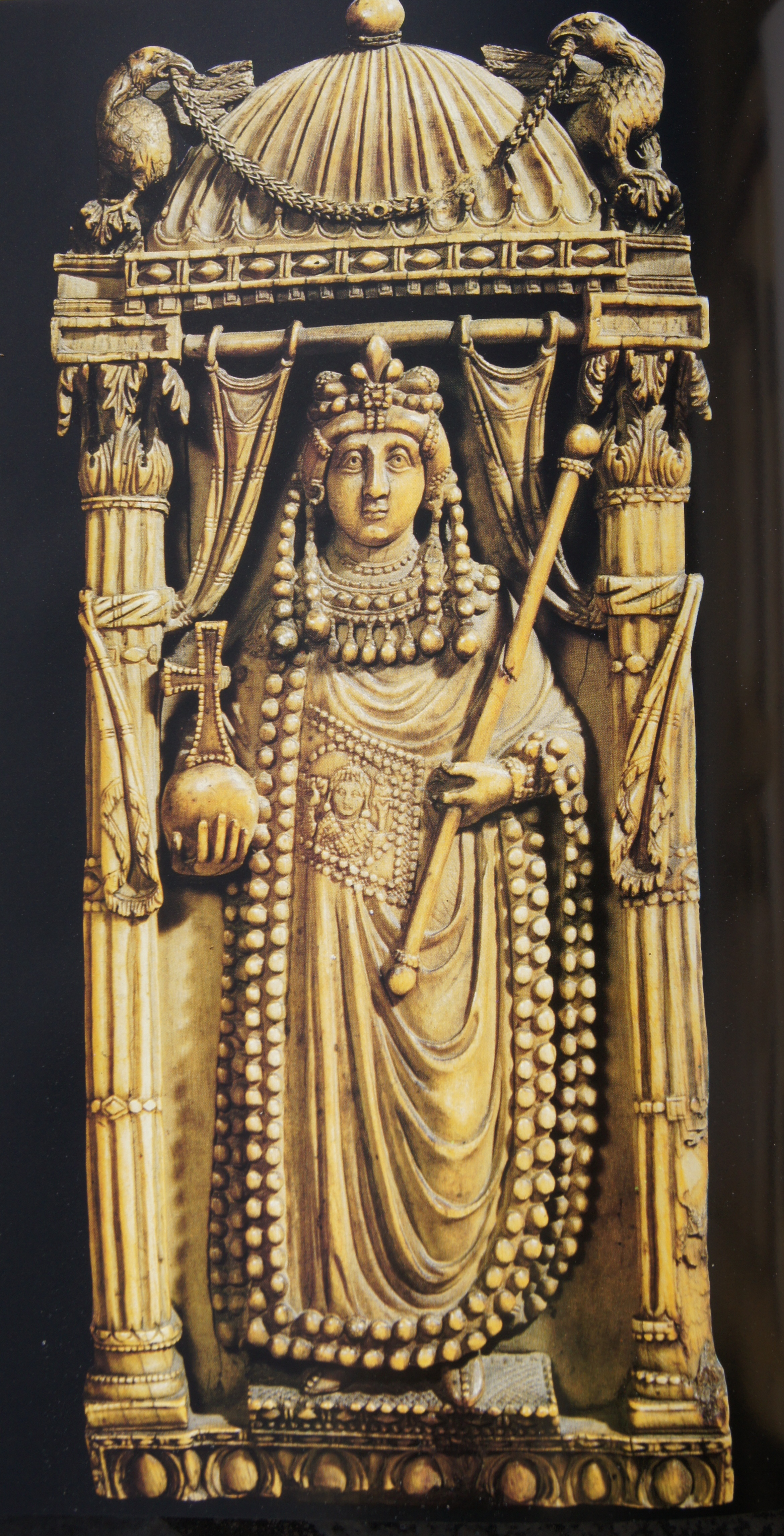
Императрица Элия Ариадна (VI век, Музей Баргелло)
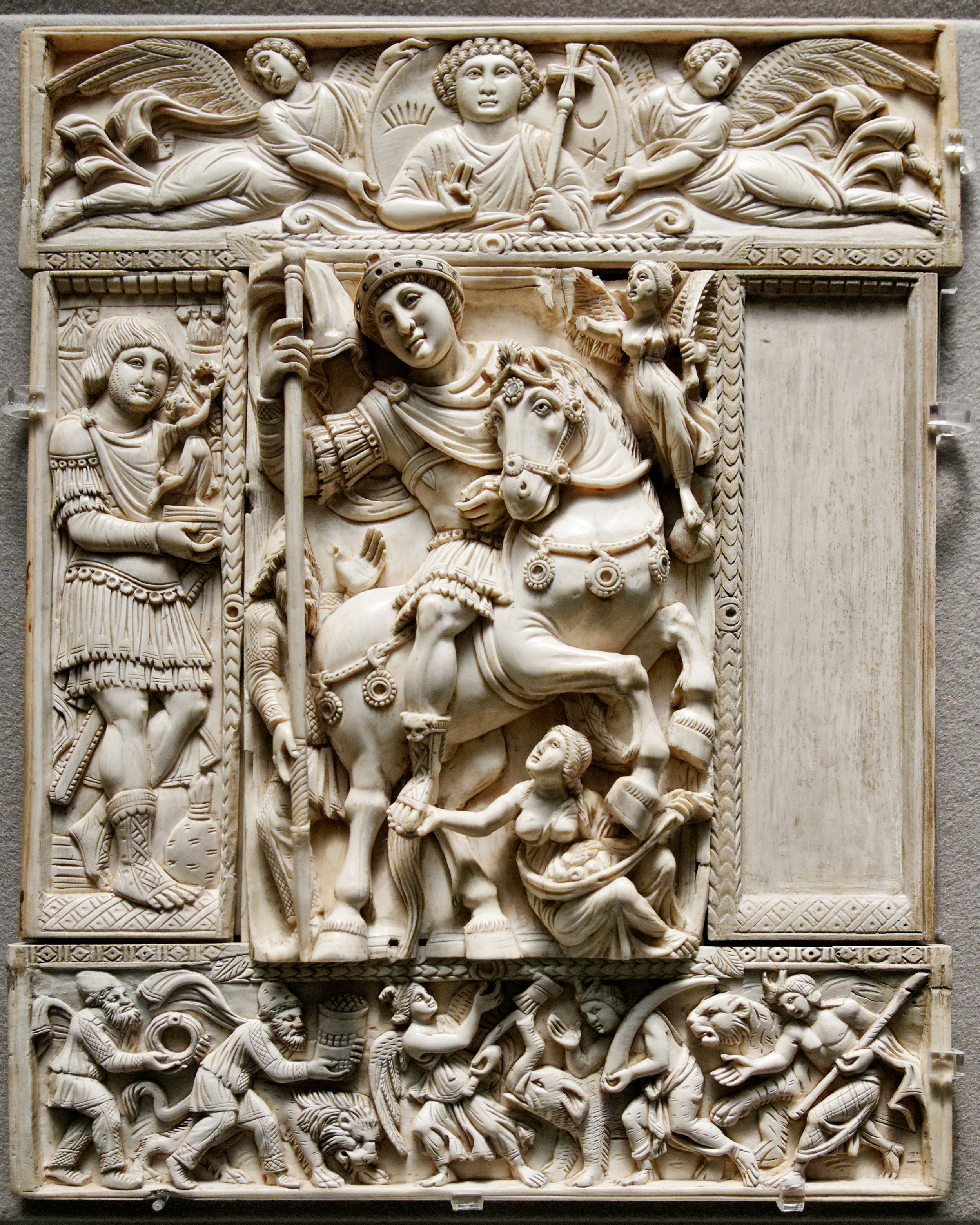
Триумф Юстиниана из «Диптиха Барберини». (2-я четверть VI века, Лувр)
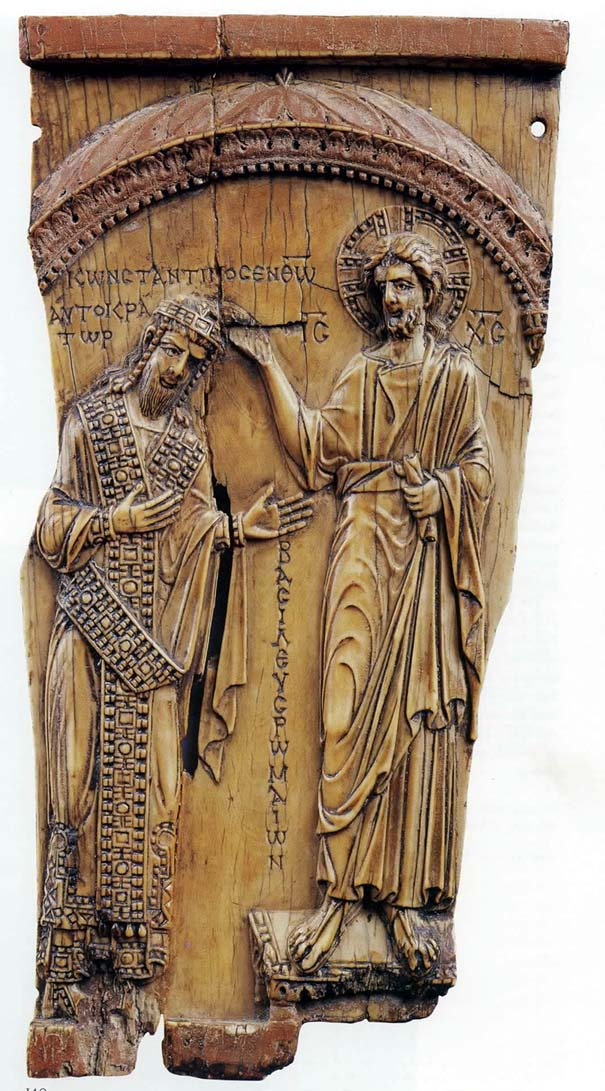
«Коронация Константина VII Багрянородного». (945 год, ГМИИ).

Некоторый материал о царском воинском облачении дает миниатюра «Император Василий II Болгаробойца» помещенная на фронтисписе «Псалтири Василия II» (1018/1019 г.)
Василий II находился у власти дольше всех остальных византийских императоров (976—1025 гг), присоединил Грузию, Армению и Болгарию, с беспрецедентным жестокосердием относился к покоренному населению и пленным. Из своей кампании против болгар в 1018—1019 гг. он вернулся полным триумфатором, войдя в город через Золотые ворота и погоняя перед собой болгарских пленников, включая архиепископа Давида и вдову болгарского царя. Изображение припавшей к его ногам болгарской знати, возможно, отражает происходившие в действительности на ипподроме празднества по этому случаю. На ногах императора голубые узкие штаны и высокие красивые красные сапоги, расшитые жемчугом, которые играют особую роль в царском костюме. Тело защищено броней в виде панциря из металлических пластин, одет император в пурпурную тунику с каймой по подолу. На плечах — неотъемлемая часть воинского костюма — сагион (или сагум — воинский плащ из плотной шерстяной ткани, длиной до колен, который часто служил защитой от холода), на руках у него надеты защитные обручи — паникеллии, украшенные чеканкой в восточном стиле, что должно было продемонстрировать его авторитет на всём Ближнем Востоке. Вся его фигура — воплощение божественной правоты. Это яркий пример пропаганды имперского облика, демонстрирующего суровость и абсолютизм автократии.

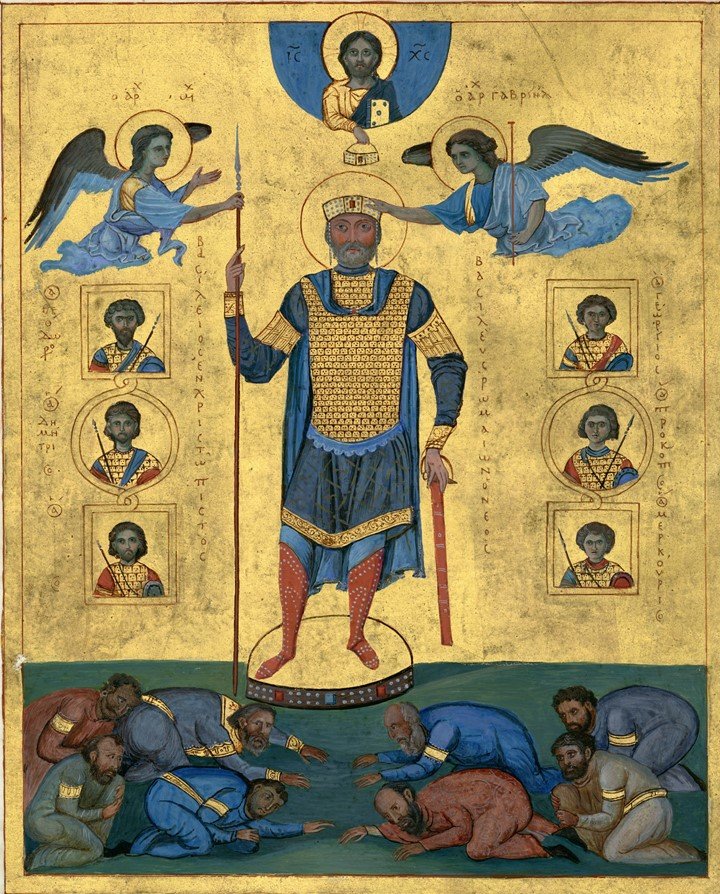
«Император Василий II». Из «Псалтири Василия II» (1017 г.?, Библиотека Марциана)
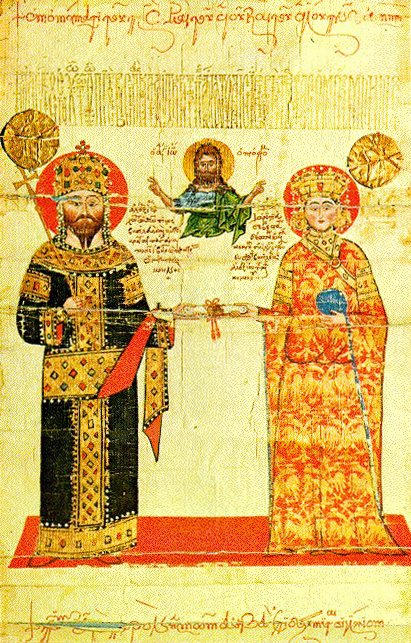
Алексей III Великий Комнин (XIV век)

Среди византийских императорских династий самыми длительными были Македонская (867—1056 гг.) и Комнинская (1081—1185 гг.). Один из механизмов, гарантирующих успех преемникам, состоял в назначении одного из наследников соимператором. Это обстоятельство послужило побудительным мотивом для создания мраморного рельефа Иоанна II Комнина.
Судя по его размерам и материалу, рельеф предназначался для размещения снаружи, как и идентичный с изображением его отца Алексея I (сейчас это изображение находится в Венеции). Изображения императоров различаются, по сути, только длиной бороды (кто старше — у того длиннее). Зато полностью и скрупулёзно воспроизведены атрибуты власти. Полудаментум (официальная мантия, хламида, палий, сагий, сагион) застегивался на левом плече (по другим источникам на правом плече, в частности на мозаике «Император Юстиниан со свитой» — Равенна, храм Сан-Виталле, до 547 года) драгоценной пряжкой фибулой; он был подбит тканью контрастной фактуры и украшен на конце бахромой в виде жемчужных (?) кисточек. Сам полудаментум сверху украшен каймой с вышивкой драгоценными камнями.
У обоих императоров на головах короны, а в руках скипетр и держава, как символы мирового господства. На обоих императорах надеты, украшенные драгоценными камнями лорумы. Алексей I и его сын были соимператорами в 1092—1118 гг., именно это обстоятельство объясняет, скорее всего, полное совпадение царских символов на их портретах. В изображении как бы сообщение: полная равноценность царских символов означает полную равноценность соправителей. При этом в других памятниках убирание из числа царских регалий некоторых символов показывает на иерархическую соподчинённость изображённых героев. Если сравнить этот рельеф с «Коронацией Константина Багрянородного», можно заметить, насколько усиливается неподвижность фигуры и жёсткость одежды, общий облик по виду приближается к футляру, поза статичная — выражает царское величие. Оба Комнина помещены на фоне расходящихся от центра лучей света, это ещё один способ символически отразить их царское сияющее великолепие.
Иоанн II, чтобы быть уверенным в будущем своего старшего сына Алексея, провозгласил его соимператором и в 1122 году повелел добавить его изображение в созданные ранее мозаики южной галереи Святой Софии. Иоанн II и его жена Ирина стоят по бокам от Богоматери. У императора в руках мешок с золотом (как символ его щедрости и филантропии), его обычное приношение при посещении собора. Императорская семья стоит в непосредственной близости и в присутствии Богоматери, причём люди изображены в одном с небожительницей масштабе. Контраст между фигурами при этом примечателен: благодаря использованию теней и приданию объёма фигурам и ликам Богоматери и Младенца, они выглядят гораздо более реалистично, чем императорская семья. Императорская чета имеет вид жесткий, сухой, и своего рода бесплотный, и поражающие своей дороговизной облачения и регалии оказываются более значительными, чем их личность. Иоанн Комнин и Алексей, изображенный в боковом простенке, справа от Ирины, одеты одинаково, что ещё раз демонстрирует легитимность последнего как наследника. Надписи вокруг его фигуры подчеркивают то, что он, как и его отец является багрянорождённым — то есть имеет все законные основания быть императором.

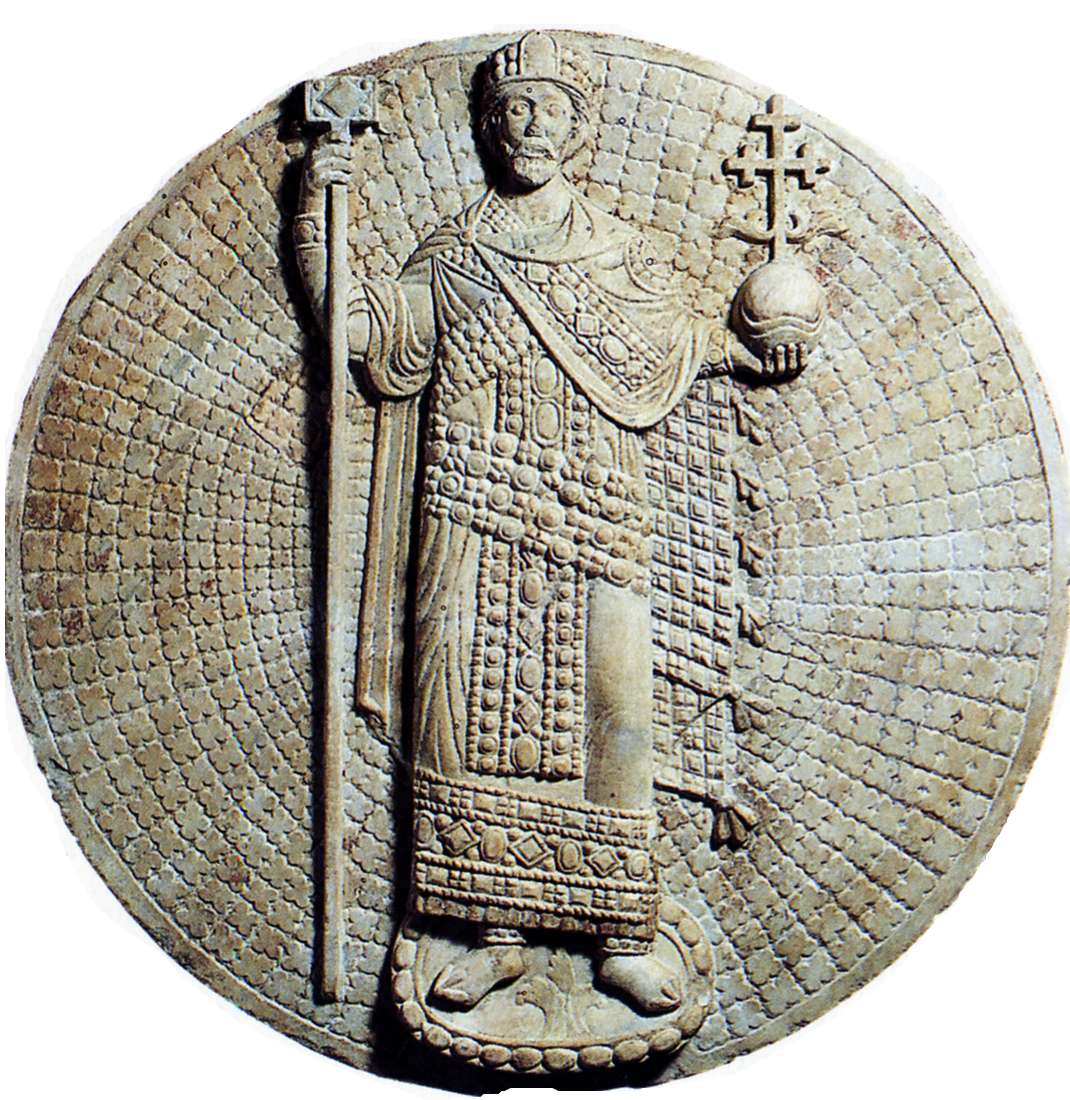
Император Иоанн II Комнин (1110—1118 гг.). Мрамор, Думбартон-Окс, Вашингтон.
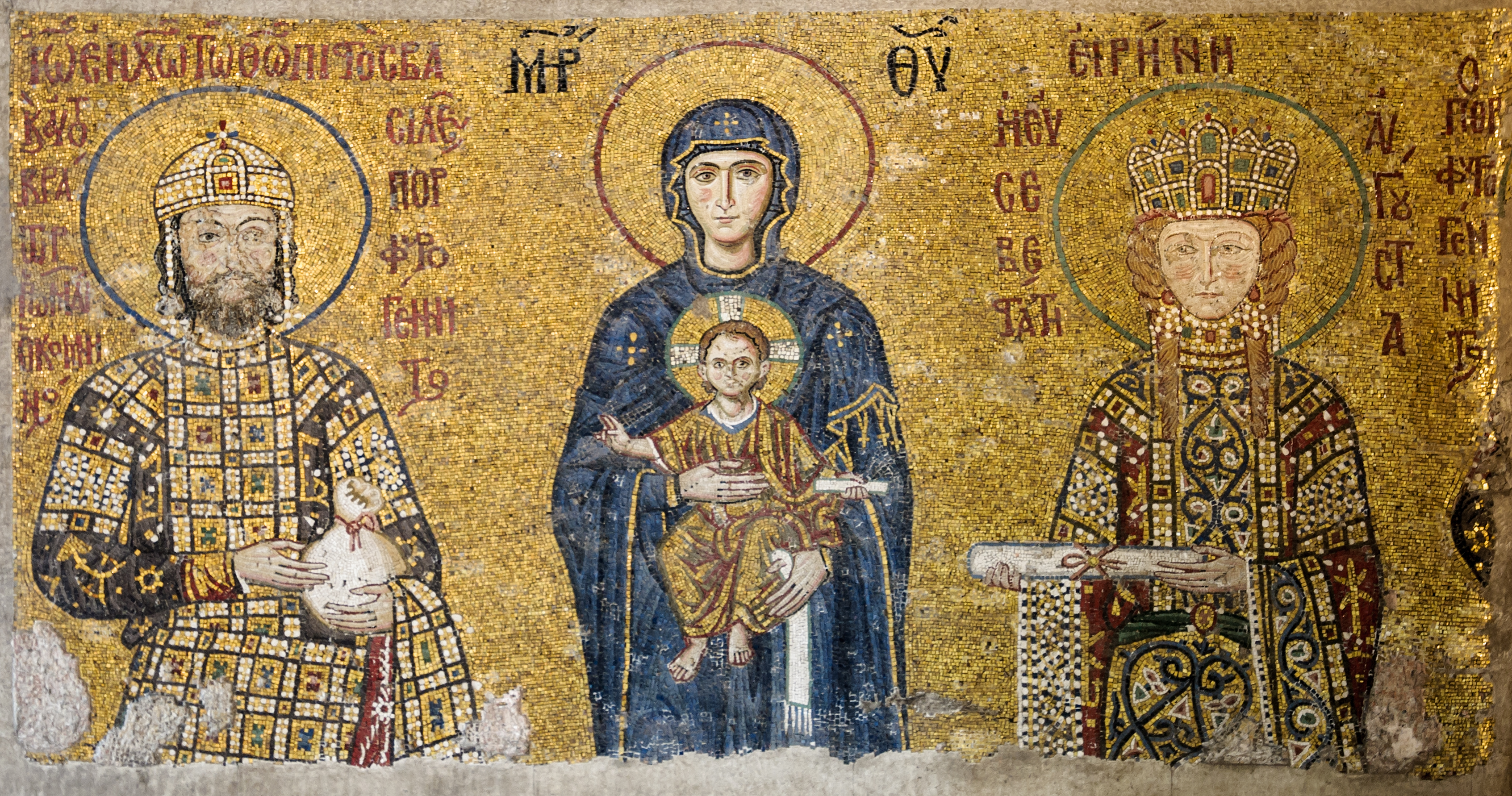
Богоматерь с младенцем между Иоанном II Комнином и Ириной в т. н. «Комниновской мозаике» (1118 год, Святая София)
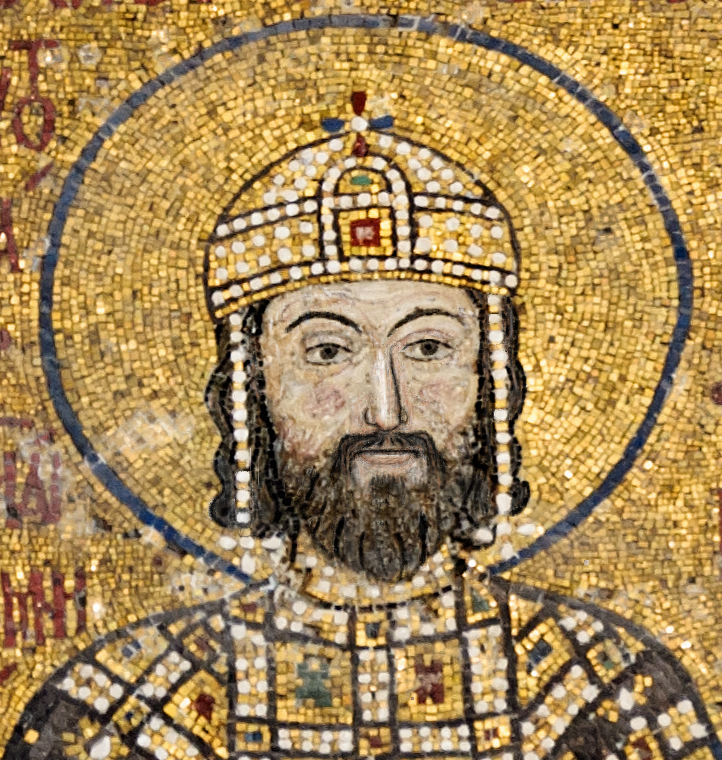
Иоанн II, фрагмент «Комниновской мозаики»
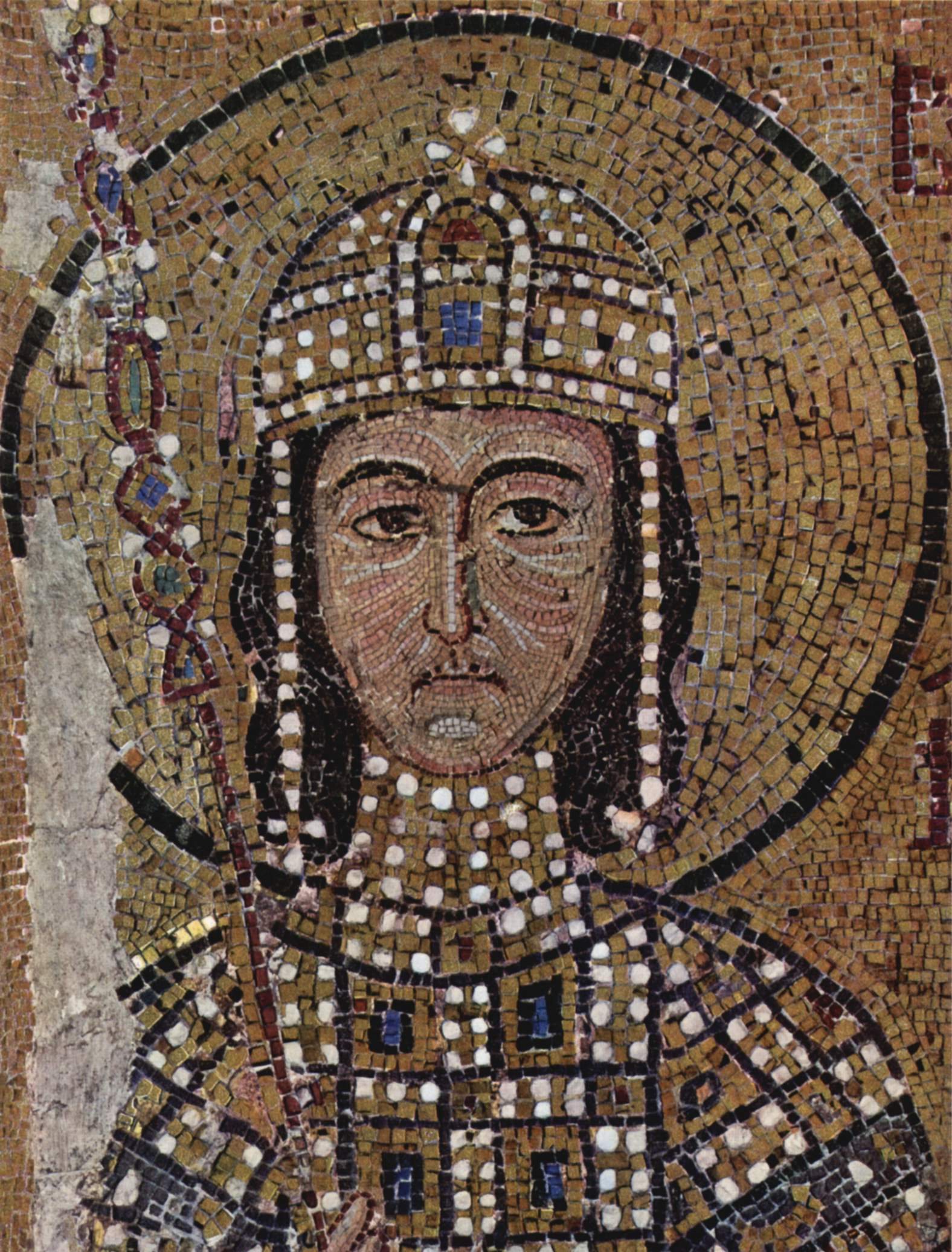
Соправитель Алексей Комнин, боковая часть «Комниновской мозаики»

### Придворные
Дворец императора представлял собой своего рода театр, где разыгрывались роскошные, строго регламентированные ритуальные действия. Документ IX века насчитывает 59 высших должностей чиновников и 500 подчиненных, которые должны были принимать участие в дворцовых приёмах. Посол Лиутпранд Кремонский (около 922—972 гг.) свидетельствует, что в течение недели перед Пасхой Константин VII раздавал кошельки с золотом и парадные одежды приближенным в соответствии с их рангом. Различные цвета соответствовали различным рангам.
Константин VII Багрянородный в наставление своему легкомысленному сыну Роману II всячески стремится внушить ему мысли о том, как следует василевсу «говорить, ходить, держаться, улыбаться садиться, одеваться». Тщательно входя во все детали, Константин VII описывает костюмы императора и придворных 13 степеней, придавая немалое значение цветовой гамме нарядов и их отделке.
Портрет Никифора III Вотаниата (1071—1078 гг.) из «Гомилий Иоанна Златоуста» косвенно показывает иерархию двора. Император в окружении фигур Правды и Правосудия сидит на высоком троне, одетый в синий Дивитисий (далматика), который представлял собою бесполую, узкую и длинную тунику, надевавшуюся с головы, почему она и стала называться позднее «мешком» (саккос).
Дивитисий, как и туника, обычно подпоясывался поясом. На данной миниатюре заметен только конец этого пояса красного цвета, унизанный жемчугом. На руках из под дивитисия видны поручи нижнего хитона — интерулы. На голове у Никифора надета корона, с большим драгоценным камнем в середине и пропендулиями по бокам. Сверху надет темно-зелёный плащ — сагион. Четверо высокопоставленных придворных окружают его по двое с каждой стороны. По правую руку от него стоит безбородый евнух, традиционно отвечающий за гардероб императора, но в действительности тесно связанный с самыми важными государственными переговорами. Большие круги с изображением львов украшают его тунику, на голове белый тюрбан. Справа от него стоит другой евнух, секретарь, отвечающий за издание официальных сообщений и эдиктов. Он укутан в красный сагион, украшенный по всему полю золотыми сердечками.
Два чиновника, стоящие слева от императора — представители городской аристократии, они одеты в красные сагионы поверх тёмно-зеленых туник, на головах красные шапки. Сагионы застёгиваются уже не на правом плече, как у императора, а прямо посередине, и все плащи украшены расшитыми золотом таблионами.

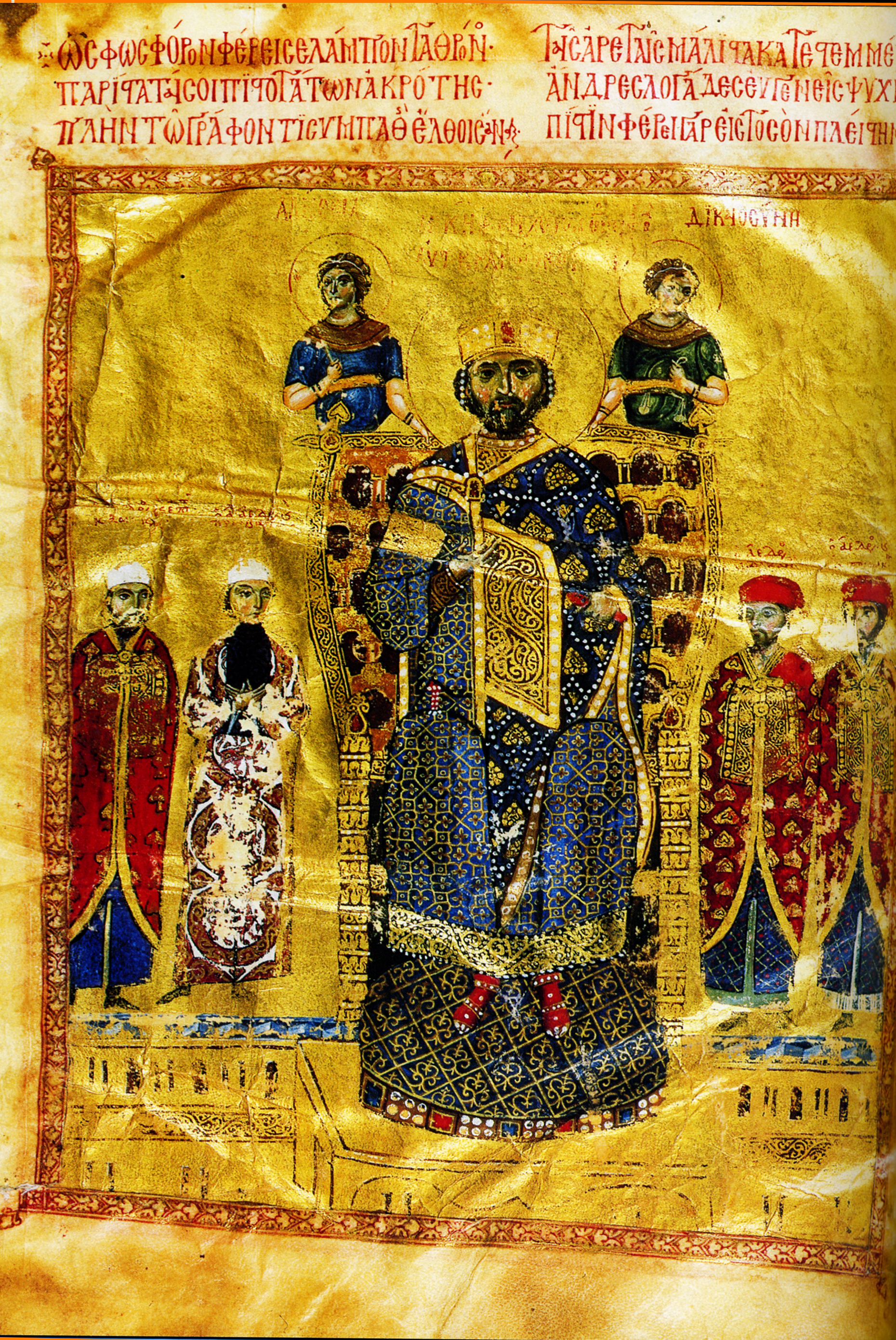
Никифор III Вотаниат и придворные, из «Гомилий Иоанна Златоуста» (1078—81 гг., Национальная библиотека Франции)
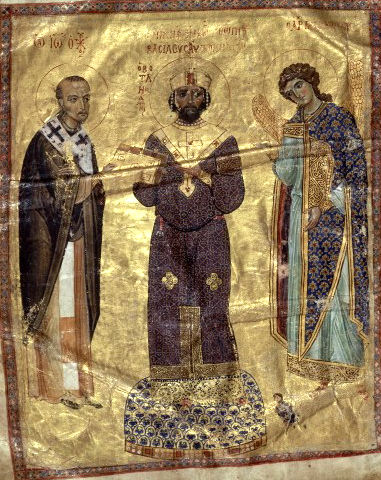
Никифор III Вотаниат

#### Ткани
Разработанный до тонкости язык костюма при византийском дворе не только обозначал костюмом место сановника при дворе, но также показывал включённость двора в космополитичный стиль, распространённый по всему Средиземноморью. Например, такой элемент рисунка тканей, как листочки в форме сердечек, которым украшены все плащи персонажей этой миниатюры, впервые появляются в иранской культуре, откуда они широко распространились по всему исламскому миру. Любопытное положение сложилось в производстве шёлка в Византии, где весь процесс (от покупки сырья до продажи продукции) был закреплен за отдельными корпорациями, «в обязанности каждой, из них входила только одна операция: покупка, размотка коконов, продажа пряжи ткачам, продажа ткачами шелкоторговцам… с каждой операцией государство получало пошлину, и к концу цикла ткань стоила гораздо дороже сырья, которое покупалось буквально на вес золота». Такой пошлинный сбор делал ткань золотой, а её употребление становилось возможностью избранных.
Сохранившиеся в большом количестве образцы византийских тканей демонстрируют, что материальная культура «чужих», как минимум воспринималась идеологически нейтрально, несмотря на своё заграничное происхождение. В действительности же византийцы беззастенчиво копировали все без исключения художественные идеи иранских ткачей. Они настолько освоили чужой опыт, что начали считать его достижения своими. Родилась орнаментика сугубо византийского свойства, подчеркивающая могущество империи. Проникая дальше в средневековую Европу византийские ткани, оказывали огромное влияние на её искусство. У Ирана был заимствован, например, орёл (как символ монархического единовластия), он с легкостью перелетал границы государств и «приземлялся» на гербах и флагах европейских стран. Другой пример заимствования византийцев — это применение псевдо-арабских надписей в виде рамок-украшений.

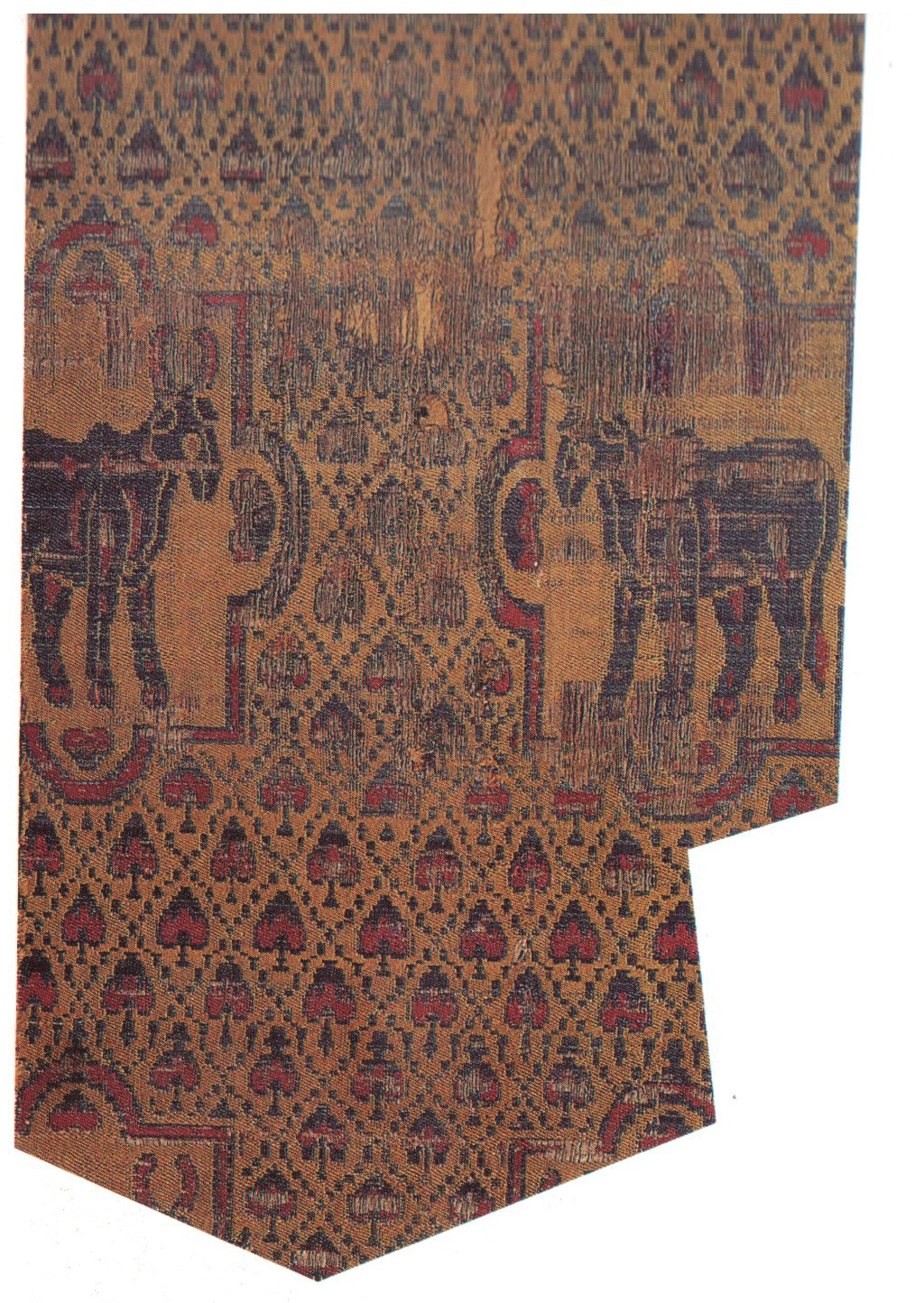
Бык напротив быка, пальметта (узорчатое полотно) образца X в. Шёлк. Сокровищница св. Стефана, Маастрихт.
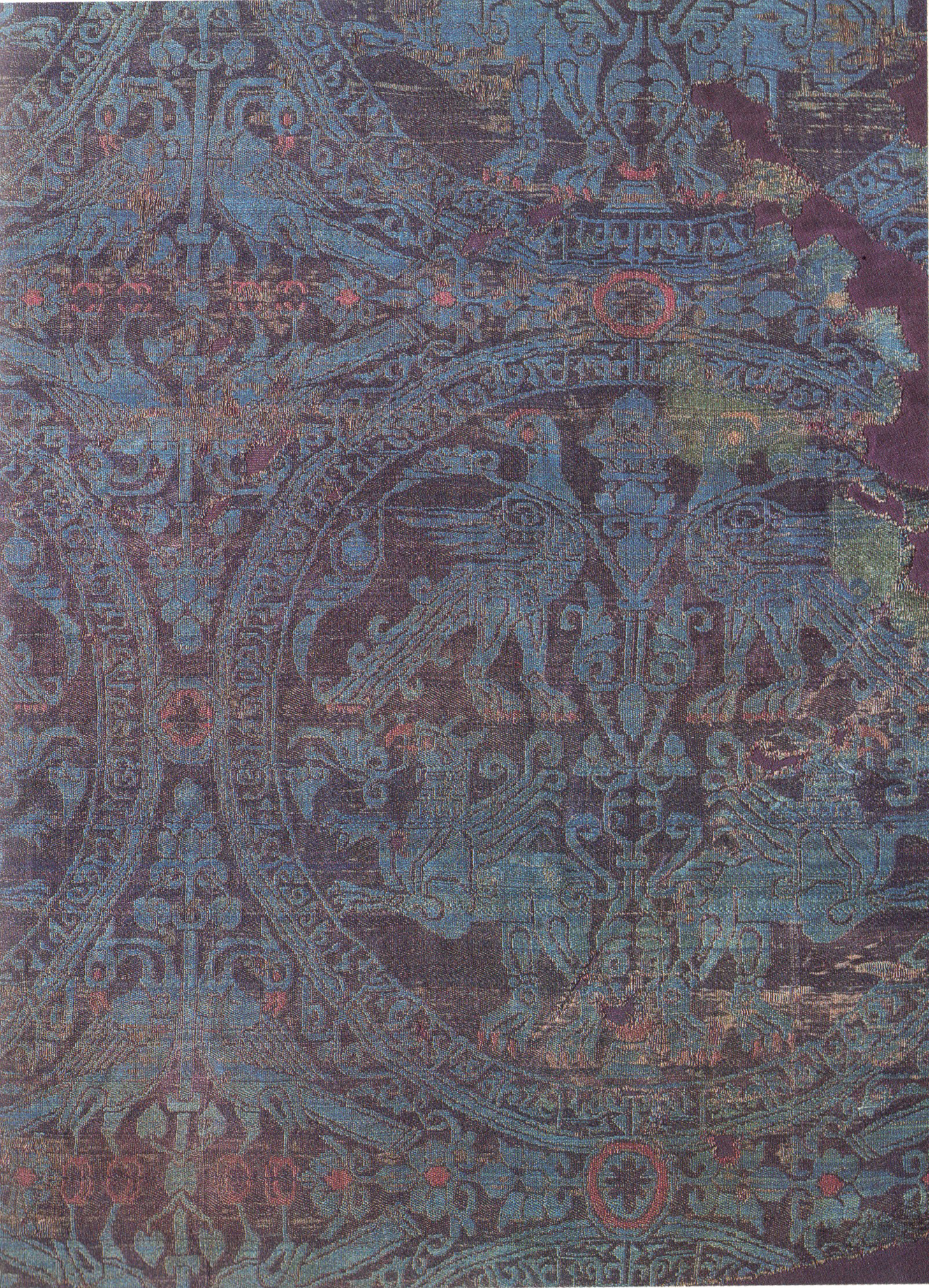
Пара птиц и гриффинов в кругах. фрагмент савана святого, соборная сокровищница, Сен Сена.
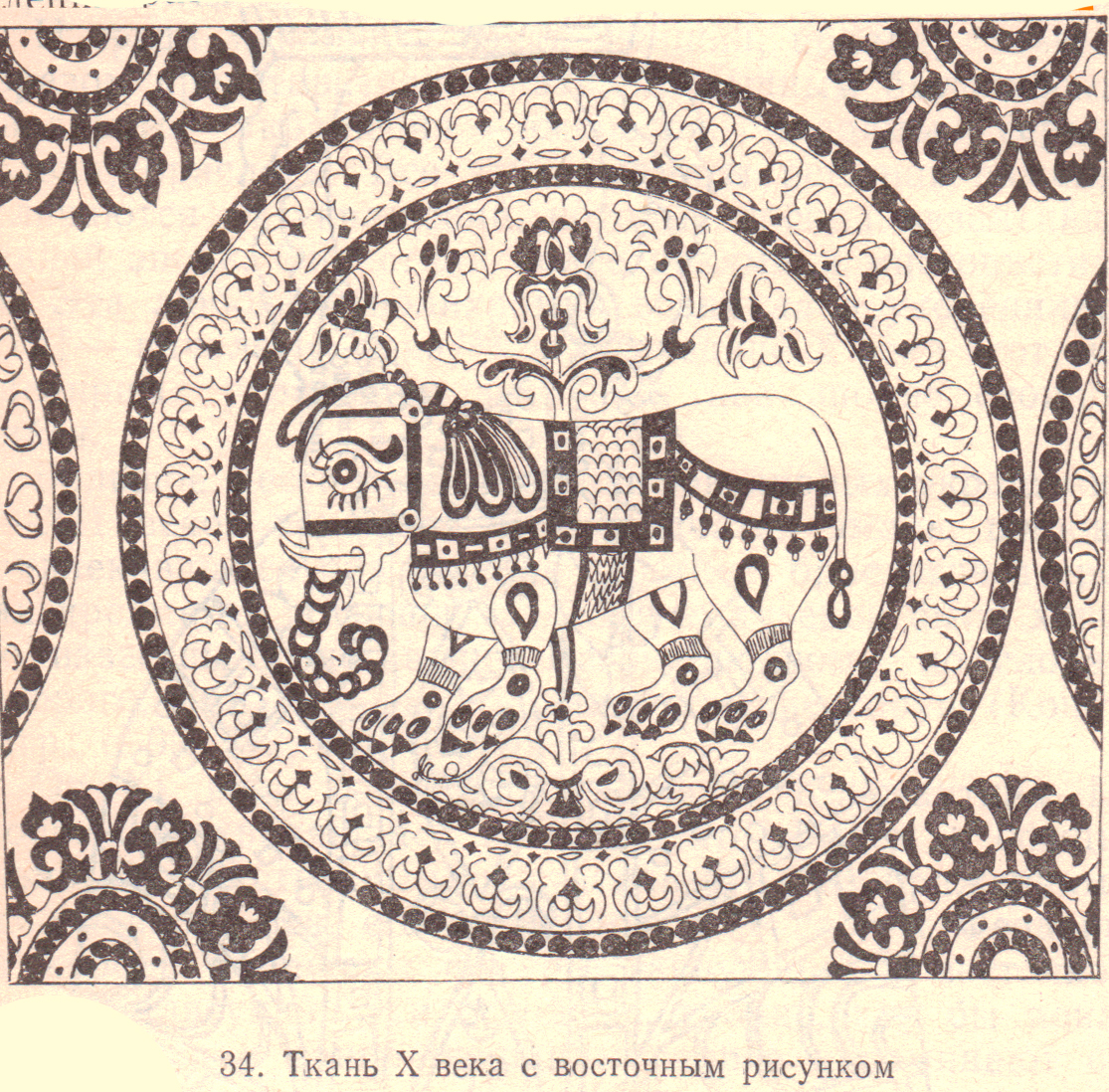
Шёлковая ткань из гробницы Карла Великого, Аахен. Шёлк, вероятно, поместили в гробницу, когда её открывали в 1000 г. Берлин.
Император Алексей I (X век)

### Костюм как средство дипломатии
Во время правления Василия II (967—1025 гг.) Византийская империя занимала территорию всей сегодняшней Турции и Балкан, её культурное влияние распространялось далеко за границы, на севере под её воздействием находились славяне (болгары, русские и сербы), которые приняли христианство по православному образцу из Константинополя. Вместе с ним пришли и письменность, и новая идеология.
Но вне православного мира право византийского мира, право василевса управлять, держалось на его статусе «римского» императора. Могущественный вид и обычаи его двора стали предметом для подражания от Италии и Германии — на западе, и до Грузии — на востоке.
Предметам искусства были рады, их легко адаптировали к своим нуждам. Это, прежде всего, шелка, изделия из слоновой кости, ювелирные украшения и т. д. Посол германского императора Оттона I привез из Византии на родину ещё нечто более важное чем шелка — Феофано, невесту для его сына Оттона II. Этот Оттон I был коронован в Риме папой Иоанном XII как «император римлян», император же Никифор II Фока считал, что тот должен ограничиться титулом «короля франков». Способом разрешить это противоречие стала политическая женитьба сына Оттона I на императорской племяннице. Эта женитьба должна была позволить Оттону II полноправно называться «императором римлян», что и зафиксировано в надписи над его головой на рельефе из слоновой кости, сделанным специально по случаю этого события в 972 году. На описанной выше таблетки из слоновой кости «Коронация Константина VII», созданной поколением раньше, авторитет божественного царствования был продемонстрирован прямым благословением Христа. Примерно такой же сюжет воспроизведён и на данной таблетке, только фигура Христа здесь в два раза больше, чем фигуры людей.
Без сомнения, императорская чета должна была получить к этой церемонии императорское платье, но только на принцессе виден лорум, совершенно обязательный для коронации. На Оттоне же одет только сагион, что является «грубой ошибкой» изобразительного протокола. Для сравнения — практически идентичная таблетка слоновой кости из кабинета медалей в Париже со сценой коронации Романа II и Евдокии, но на второй таблетке представлен полный набор царских регалий, среди которых важнейшие — лорумы.
Другой яркий пример делегирования полномочий верховного правителя через предметы коронования — это история Короны святого Стефана. Михаил VII Дука (1071—1078 гг.) послал её королю Венгрии Гезе, в качестве императорской регалии. Эта корона представляет собой воплощение тщательно выстроенной иерархии. Портрет Михаила VII помещён сверху, и только у него одного есть лорум; его голова и голова его сына окружены нимбами, в руках у них у обоих скипетры, на головах короны с длинными пропендулиями. Венгерский король Геза изображён без нимба в меньшей короне и с меньшим скипетром; из знаков императорского достоинства на нём надет только сагион. У всех троих сагионы затканы золотыми сердечками.

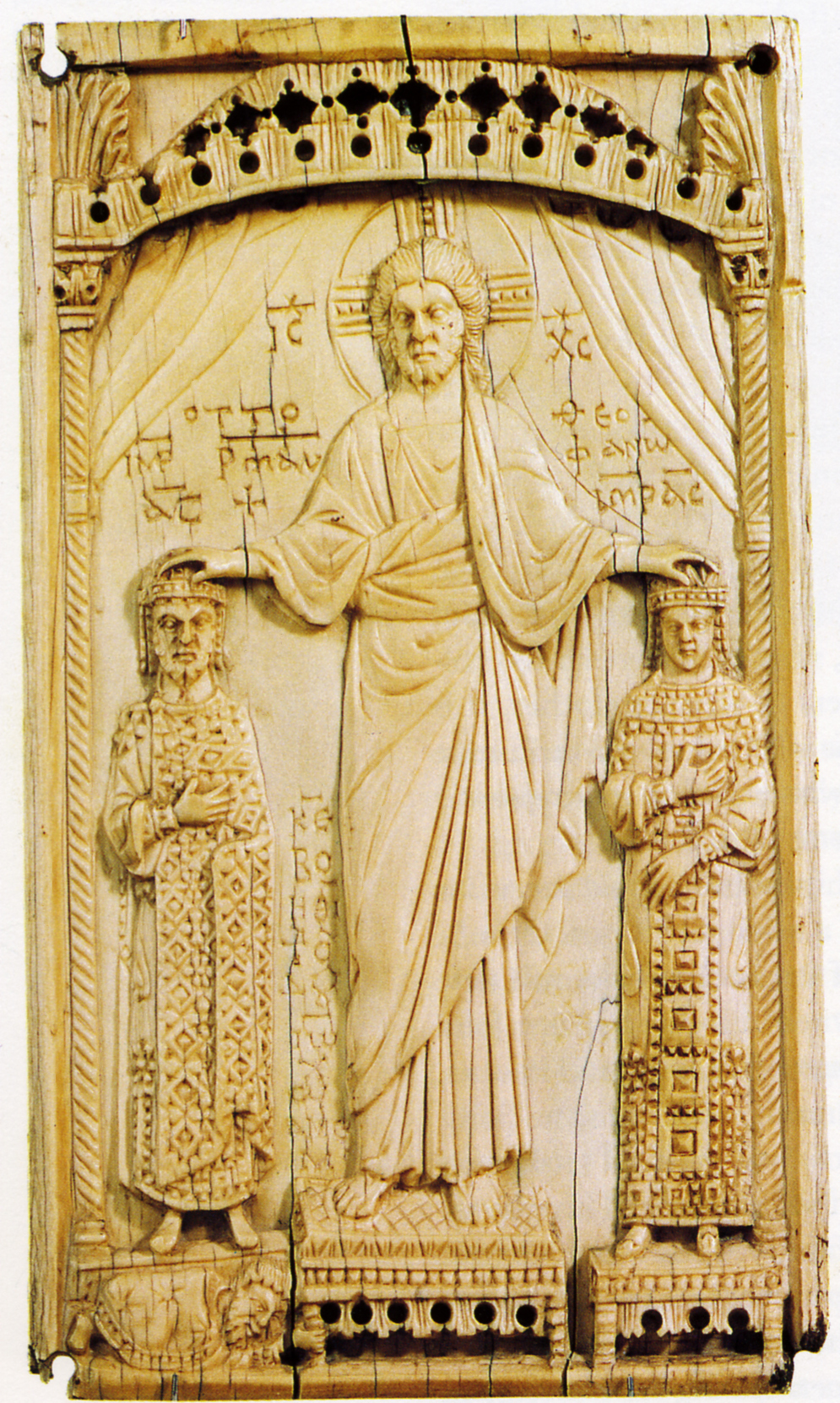
Христос, благословляющий императора Оттона II и Феофанию. (982-3 гг., Национальный музей средних веков в Клюни).
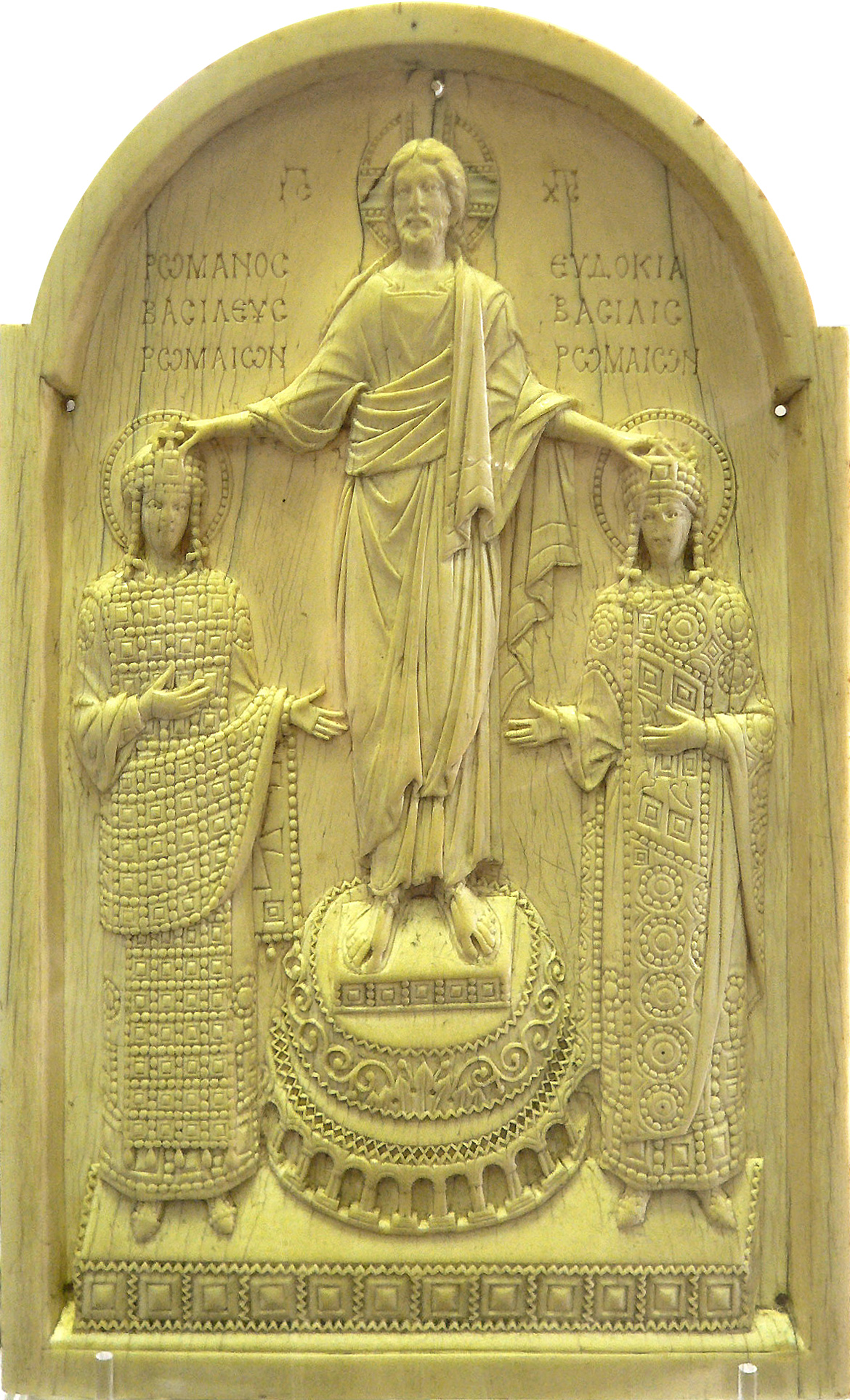
Христос, благословляющий императора Романа и Евдокию (ок.  945-949 гг., Кабинет медалей, Париж)
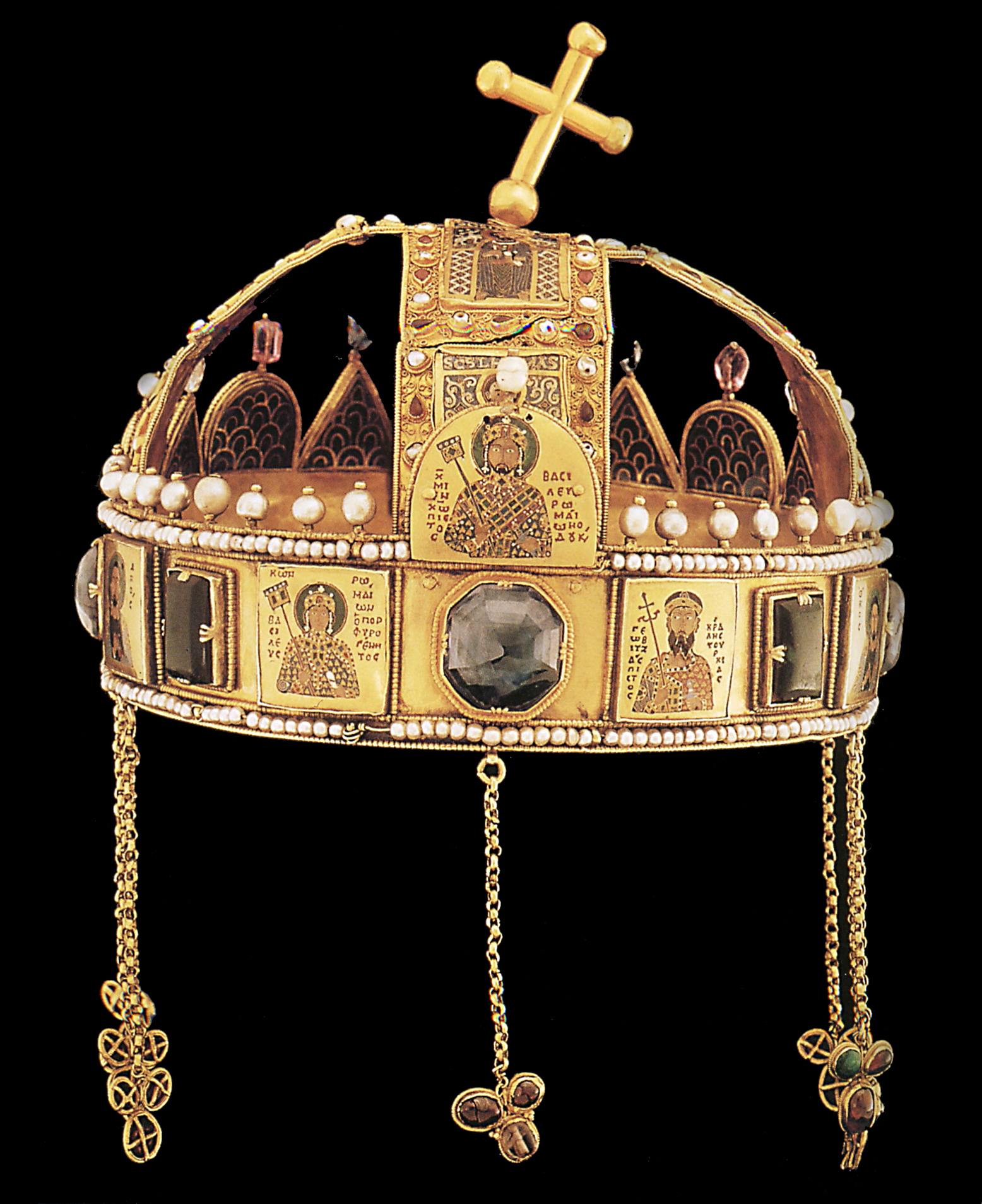
Корона св. Стефана, со вставками: Михаил VII Дука (центр), его сын Константин (слева) и король Венгрии Геза (справа). 1074—1077. Будапешт.
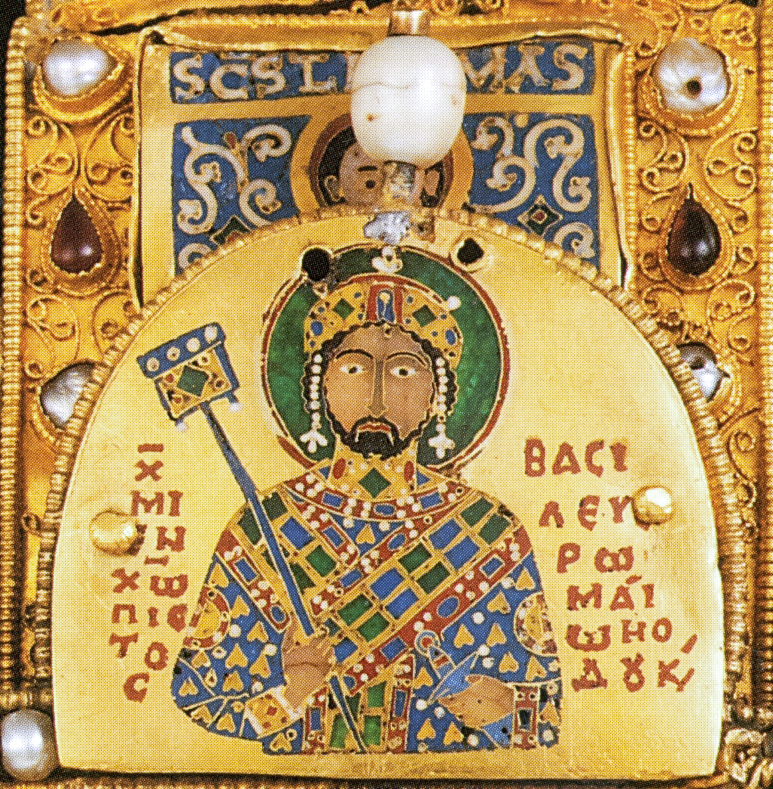
Михаил VII Дука (деталь короны)
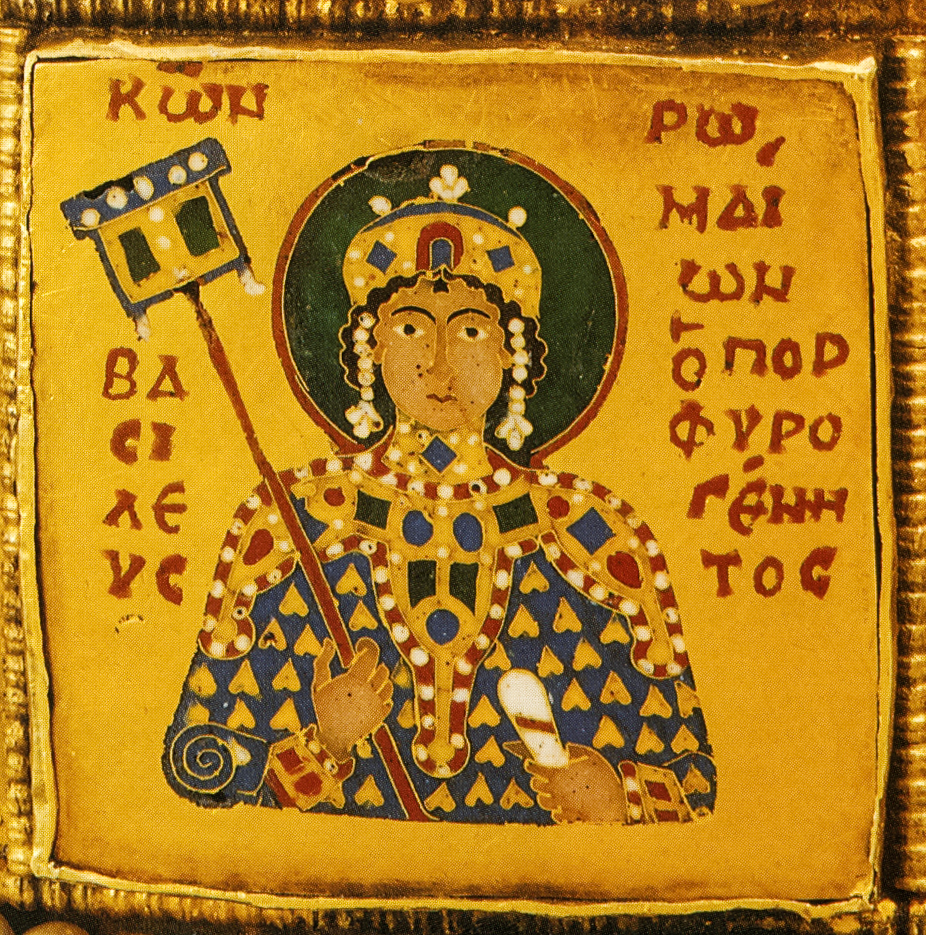
Константин Дука (деталь короны)

### Костюм крестьян и ремесленников
Основу благосостояния Византийской империи составляло сельское хозяйство.
Прекрасной иллюстрацией к сельской жизни мы можем найти в книге гомилий Григория Богослова. Художник XI века проиллюстрировал их картинками из сельской жизни, расположенными в 6 регистрах. Наверху изображен пастух с козами, играющий на флейте; под ним скотник, лениво перебирающий струны лютни; на третьей картинке — крестьянин обрезает виноградную лозу; под ним изображен ловец птиц, ещё ниже рыбак с удочками; и в самом низу — пчёлы, вьющиеся вокруг улья. Художник с необычайной тщательностью отобразил картины сельской жизни. Оба пастуха, виноградарь и рыбак одеты в короткие и подпоясанные туники, рыбак бос, на ногах у остальных сандалии с загнутыми носами и высокой шнуровкой. Оба пастуха — без головных уборов, зато у каждого есть сумка с бахромой понизу, у рыбака на голове тюрбан. Ловец птиц одет в гораздо более дорогую одежду: на нём длинный яркий кафтан, на голове шапка, похожая на тюрбан, на ногах черные башмаки и штаны, которые к этому времени уже вошли в общее употребление и представляли собой длинные чулки, подвязанные к поясу. Над его головой натянут тент.
Изощрённый метод ловли птиц мы можем видеть в «Кинегетике» (Κυνηγετικά — «искусство охоты») Псевдо-Оппиана. Здесь изображен любопытный способ ловли птиц с помощью зеркала. Художник показывает множество деталей: слуга охотника (как представитель низших классов), одет в короткую тунику. Сам ловец птиц носит тюрбан и длинный кафтан с разрезом впереди. Его палатка украшена фигурами диких зверей, охотящихся друг за другом (в героическом эпосе «Дигенис Акрит» описывается одна такая палатка, обвешанная многими полотнами с изображением зверей). Оба охотника — и из гомилий, и из книги Кинегетика — выглядят как аристократы.
Картины мирного семейного труда показывают таблетки слоновой кости XI в. «Адам и Ева в кузнице» и «Адам и Ева собирают урожай». Адам одет в короткую подпоясанную тунику с закатанными рукавами, как было принято у трудящихся людей, с каймой вокруг горла. Примерно в такую же, только более длинную тунику одета Ева, которая на одной таблетке помогает Адаму, раздувая меха, а на другой — уносит на плечах сноп колосьев. На ногах у них сапоги, голова у Евы повязана платком (только на изображении в кузнице). Оба изображения выполнены очень тщательно, видны даже зубчики у серпа, и перекрестья кузнечных щипцов и молота. Забавно, что картины простого труда стали предметом изображения на дорогостоящей шкатулке из слоновой кости, которая могла принадлежать только очень богатому человеку.

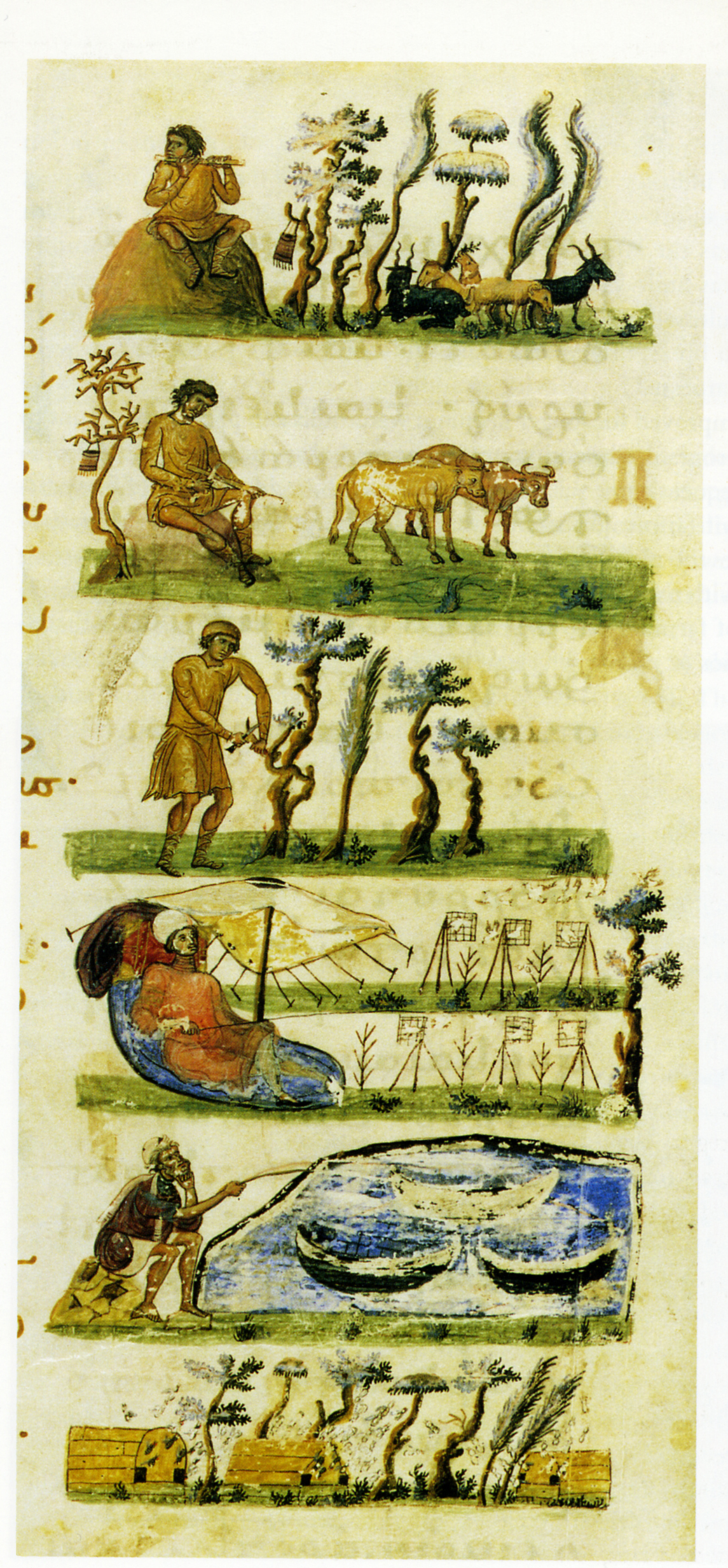
Сельские занятия весной. Гомилии Григория Богослова. (XI в., Национальная библиотека Франции).
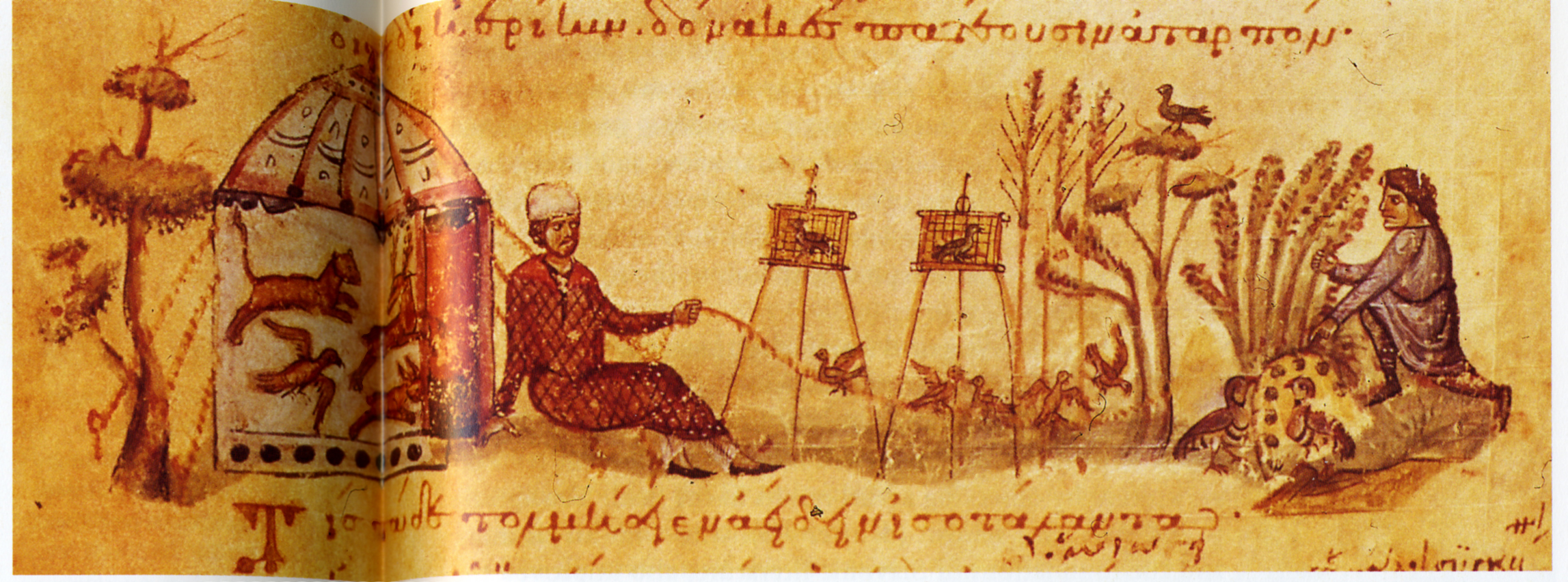
Птицелов, «Кинегетика» Псевдо-Оппиана. (XI в., Библиотека Марциана)
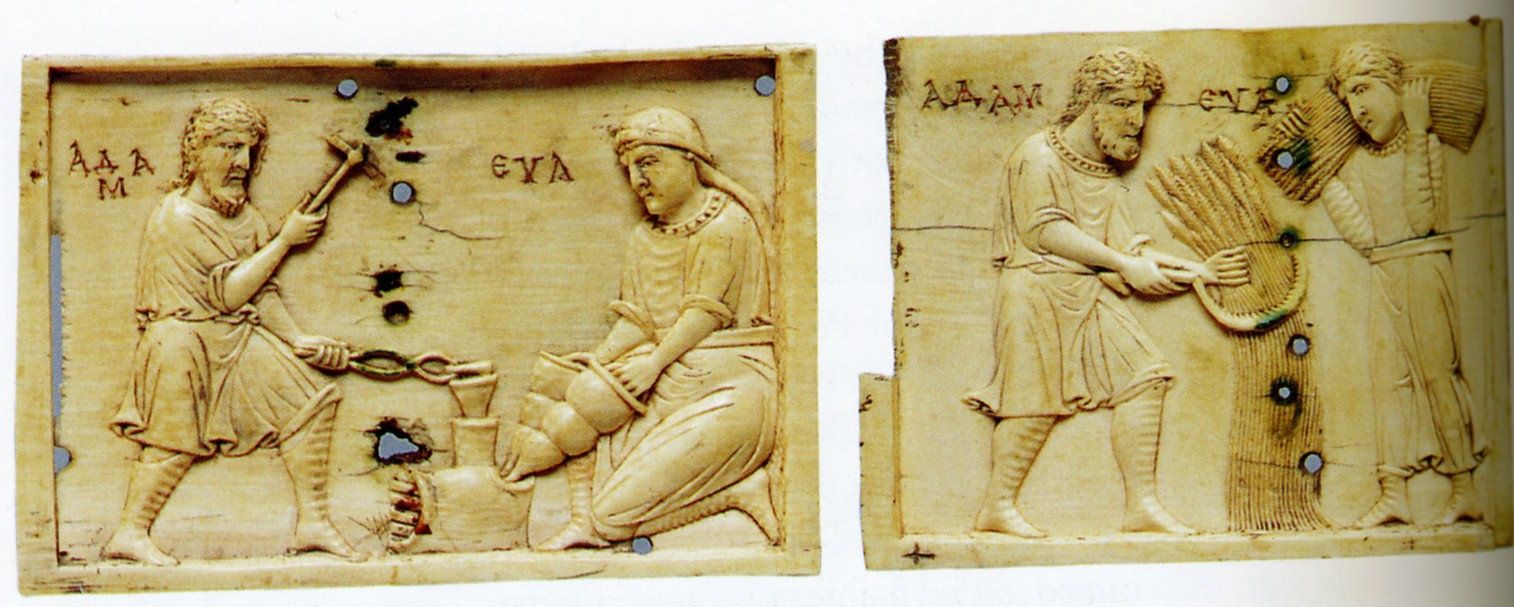
«Адам и Ева в кузнице» и «Адам и Ева собирают урожай», (XI в., Музей Искусств Метрополитен)

### Женский костюм
Корона Константина Мономаха (XI век, Будапешт) позволяет в деталях взглянуть на женский костюм. Рядом с официально торжественными, «окостеневшими» изображениями императора Константина, его жены Зои и свояченицы Феодоры на короне помещены изумительные по красоте гибкие фигуры танцующих в восточной манере плясуний. Эти стройные, как бы «покачивающиеся в танце женщины, скорее напоминают об искусстве Сирии, Персии и Индии, нежели искусстве Греции и Рима. Восточное лицо Византии в украшениях, как и в других памятниках, проступает весьма отчетливо». Окруженная виноградной лозой и птицами танцовщица поднимает над головой длинный восточный шарф, украшенный сердечками. На девушке надета короткая приталенная туника, украшенная каймой по подолу, вороту и переду длинная юбка с каймой по подолу и листочками по полотнищу, на ногах сапожки. Вообще, сюжет с танцующей девушкой, видимо был довольно распространён. Ещё один образец танцующей девушки мы видим на фрагменте мозаики собора св. Марка в Венеции, который показывает танец Саломеи. На ней узкое красное платье с разрезом вдоль правой ноги; длинные рукава и разрез платья обшиты белыми страусовыми перьями (а, может быть, мехом). На волосы надет узкий девичий венец с драгоценными камнями, из под верхней красной туники выглядывают рукава нижней, тёмно-синей. Однако все это — наряды танцовщиц.
Совершенно другой образ женщины несёт изображение из Книги Иова (XI век, собрание Национальной Библиотеки Франции). Одна из женщин прядёт, другая ткёт. Прядение было исключительно женской работой, ткачеством занимались как женщины, так и мужчины. Ткани изготовлялись либо в специальных мастерских, либо в богатых домах. На этой иллюстрации женщины изображены в типичной для того времени одежде: длинная до пола туника с длинными же рукавами, голова и плечи и большая часть фигуры покрыта шелковым платком мафорием. На женщинах нет никаких украшений, и выглядят они очень скромно.
Мафорий был исключительно важной частью женской одежды с древних времён. Он — почти обязательный элемент одежды Богородицы (см. Одежда в иконописи). На иконах Богоматерь представлена в типичной для женщины Византии того времени одежде: в плотно облегающем тело темно-синем хитоне (туника, стола) и мафорий. Из под него выглядывает платок. Сам мафорий украшен золотыми звёздами и золотой каймой.
Судя по литературным свидетельствам, многие даже высокого ранга византийцы выбирали скромную одежду. «Мать Михаила Пселла, например, предпочитала носить тёмную одежду и не пользовалась никакими украшениями, также поступали и многие другие женщины».
С IV века в византийском костюме появляется туника далматика. Она шилась из парчи, с диагонально обрезанным подолом, который расшивали золотом и драгоценными камнями.

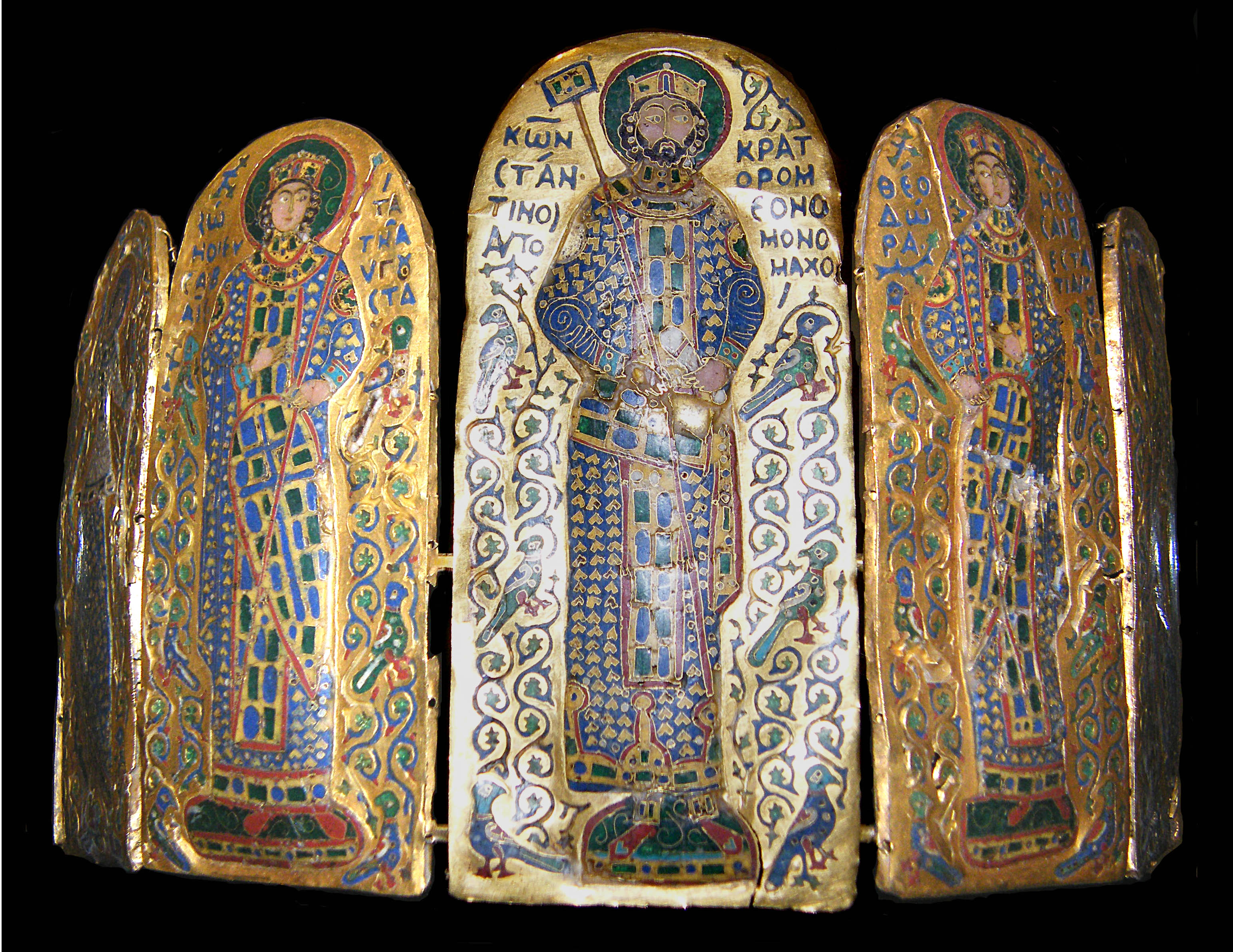
Корона Константина Мономаха (1042-50, Будапешт)
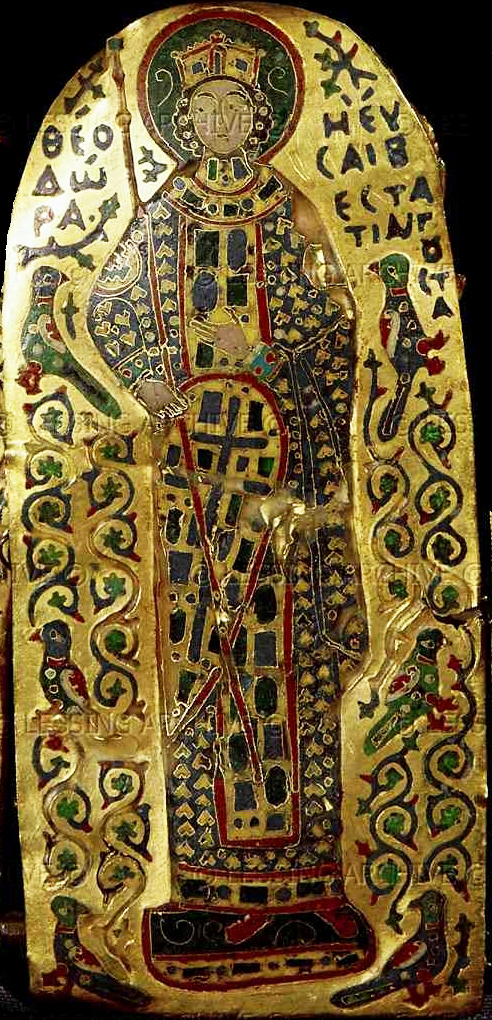
Деталь короны (императрица Феодора)
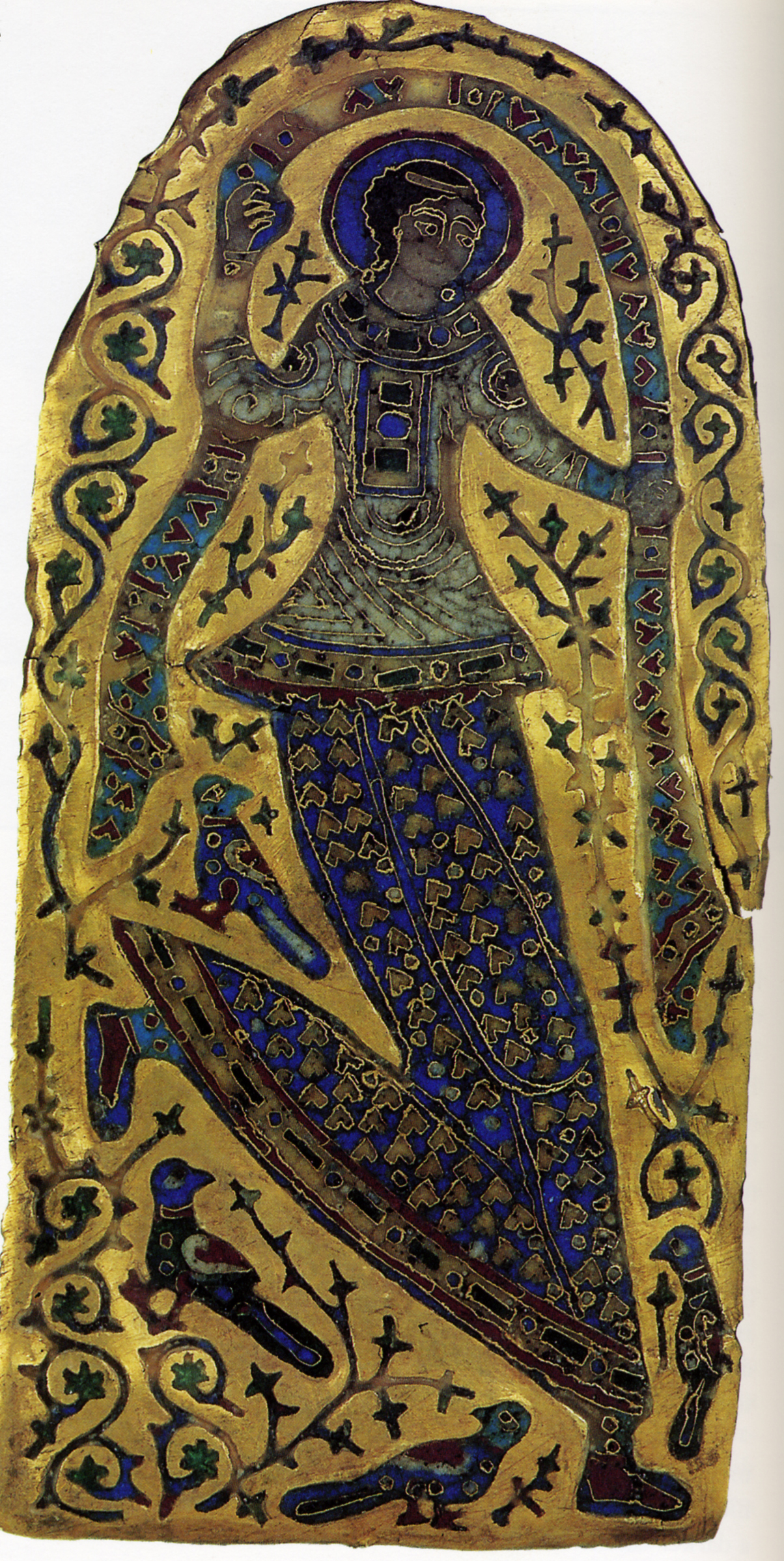
Деталь короны (танцующая девушка)
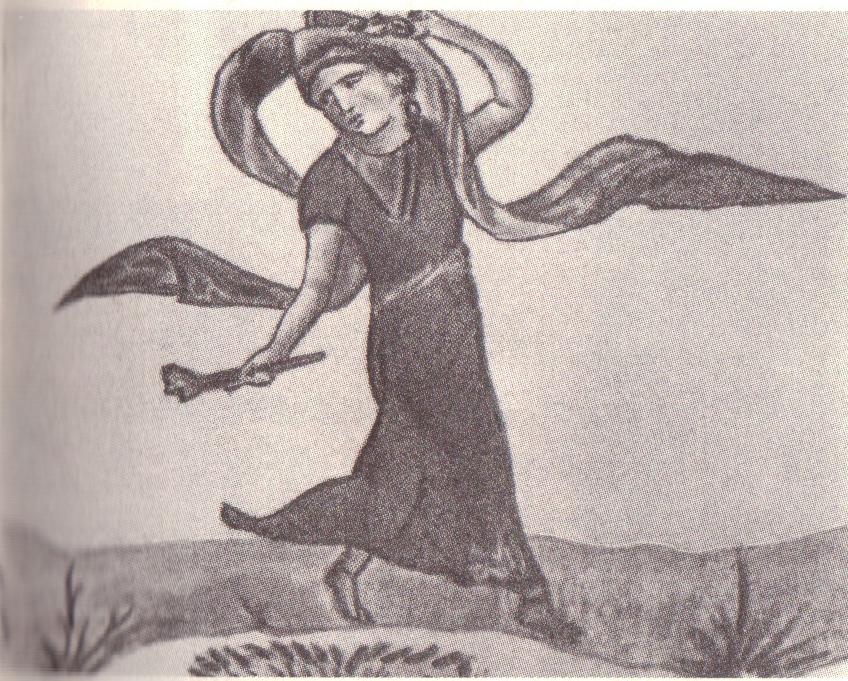
Свадебная сцена. Танцующая девушка. фрагмент миниатюры из кинергетики Псевдо-Оппиана, (XI в., Библиотека Марциана).
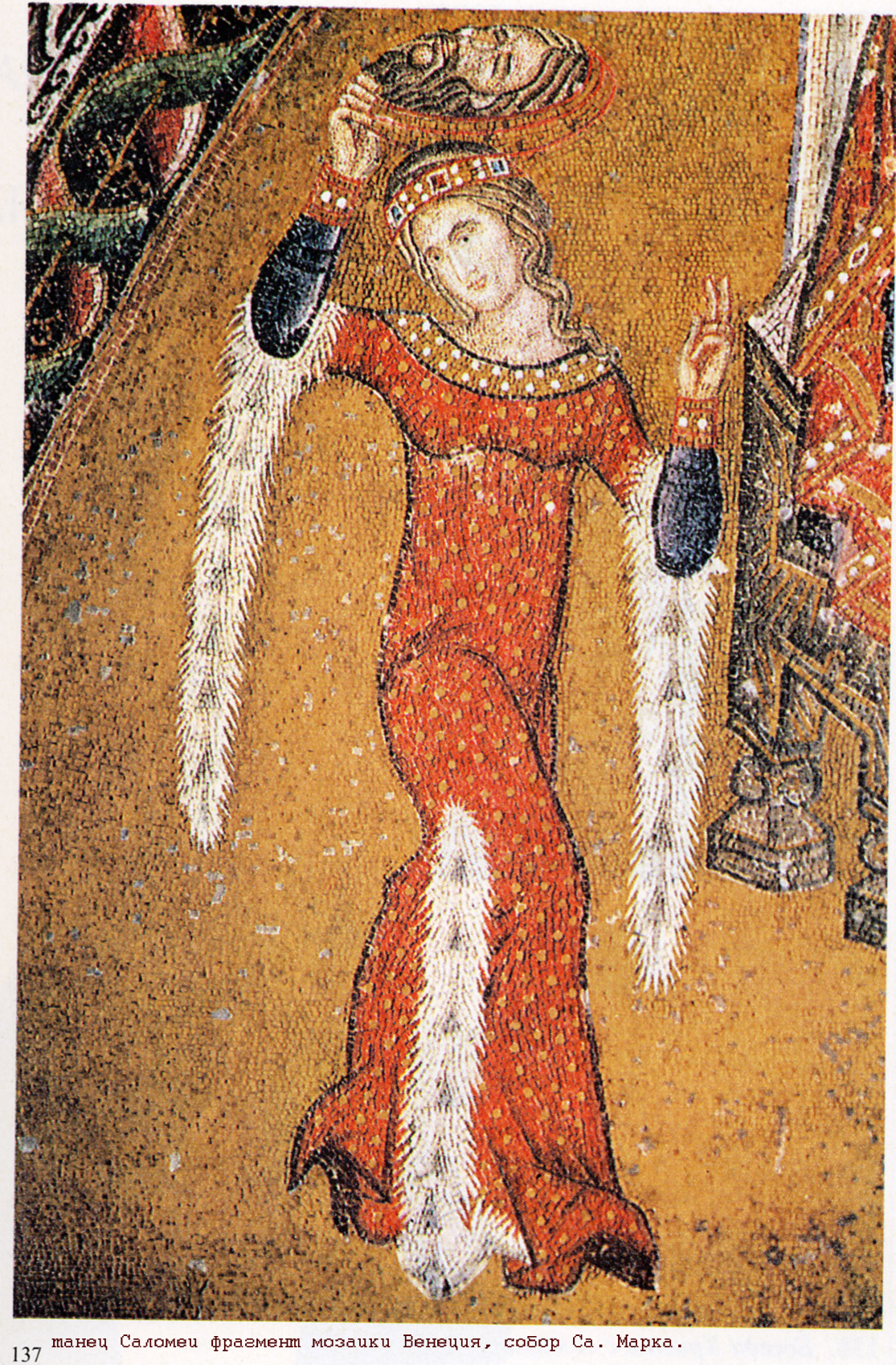
Танец Саломеи, фрагмент мозаики. (Венеция, собор святого Марка)
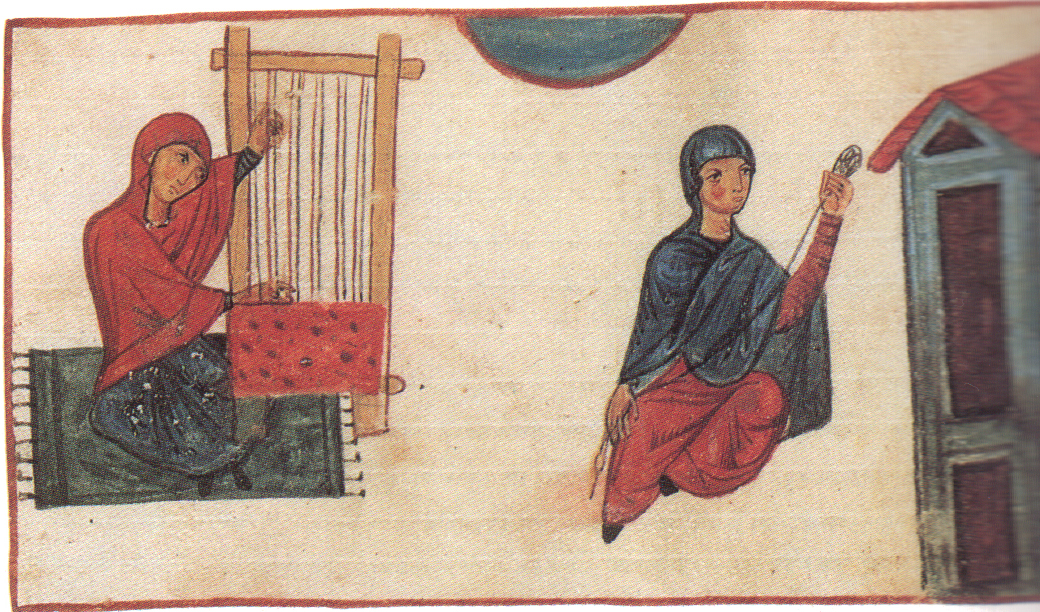
Женщины ткущая и прядущая, из книги Иова (XI в.,  Национальная библиотека Франции)

### Воинский костюм
Некоторые виды воинских костюмов встречаются среди церковных изображений святых воинов-мучеников. Они всегда очень красиво одеты. Роскошь и красота их костюмов — как награда в загробной жизни за их подвиг.
Святой Георгий одет в кольчугу, повторяющую форму его тела; из под неё видна короткая, темно синяя туника, открывающая колени, низ которой украшен традиционным орнаментом, имитирующим вышивку драгоценными камнями и жемчугом. Из под рукавов кольчуги видны узкие рукава с вышивкой, обрамляющей тонкие запястья маленьких рук. В правой руке он держит копье, левой рукой — опирается на богато украшенный и инкрустированный щит. На плечи св. Георгия накинут плащ, застегнутой на груди круглой фибулой с жемчугами. Он так же украшен орнаментом и жемчужным шитьём. Святой одет в красивые облегающие штаны из ткани с изысканным золотым узором. На ногах невысокие сапожки. Фигуру Димитрия защищает панцирь из металлических чешуек. На нём надето несколько слоёв одежды. Длинная полосатая туника до полу выглядывает из под другой, тоже длинной, красного цвета туники, украшенной роскошной золотой каймой, на неё надета ещё одна туника синего цвета — скарамангий, с короткими широкими рукавами, весь затканный золотыми нитями. Поверх всего надет роскошный белый плащ-сагион, скрепленный драгоценной застёжкой. Это важный приём в искусстве одевания Византии, когда контрастного цвета одежды надеваются одна на другую. На груди у Дмитрия, выше талии, повязан затейливым образом пояс — кингулум, в правой реке он держит копьё, а левой придерживает меч, вложенный в инкрустированные ножны.
Таким же непростым образом завязанный пояс мы видим на кольчуге святого Меркурия. На голове у него узкий венец из металлического обруча, украшенного жемчугом. Св. Меркурий изображен усатым и бородатым (намёк на его скифское происхождение). Прямо перед собой он держит обнаженный меч — напоминание того, что оружие было вложено в его руки самим ангелом.
Ещё одно изображение св. Димитрия с перепоясанным сложным узлом панцирем хранится в Государственной Третьяковской галерее. Эта мозаика 1108—1113 гг. раньше украшала собор Михайловского Златоверхого монастыря Киева. Св. Димитрий вооружен копьем и мечом и опирается на щит. Элементы костюма в целом те же, что и на предыдущих изображениях.
Для жителей Москвы более привычным является изображение св. Георгия, сидящим на коне, поражающим копьём змия, таким, каким он представлен на перегородчатой эмали из Музея искусств Грузии г. Тбилиси. Здесь хорошо видны расшитые жемчугом сапоги воина, драгоценная упряжь лошади, хвост которой тоже украшен. Св. Георгий изображается обычно с кудрявой, стилизованной прической, что является ещё одним его отличительным признаком.
Святые воины очень почитались византийцами, естественно, что их изображений сохранилось много и в разных техниках, мы привели здесь, как нам кажется, наиболее информативные.
Своего рода обобщённый образ воина мы видим на миниатюре св. Прокопия из Менологий ГИМ. Св. Прокопия защищает кираса, которая прикрывает грудь и спину до поясницы. Остальные элементы костюма также определенно сообщают, что перед нами воин.

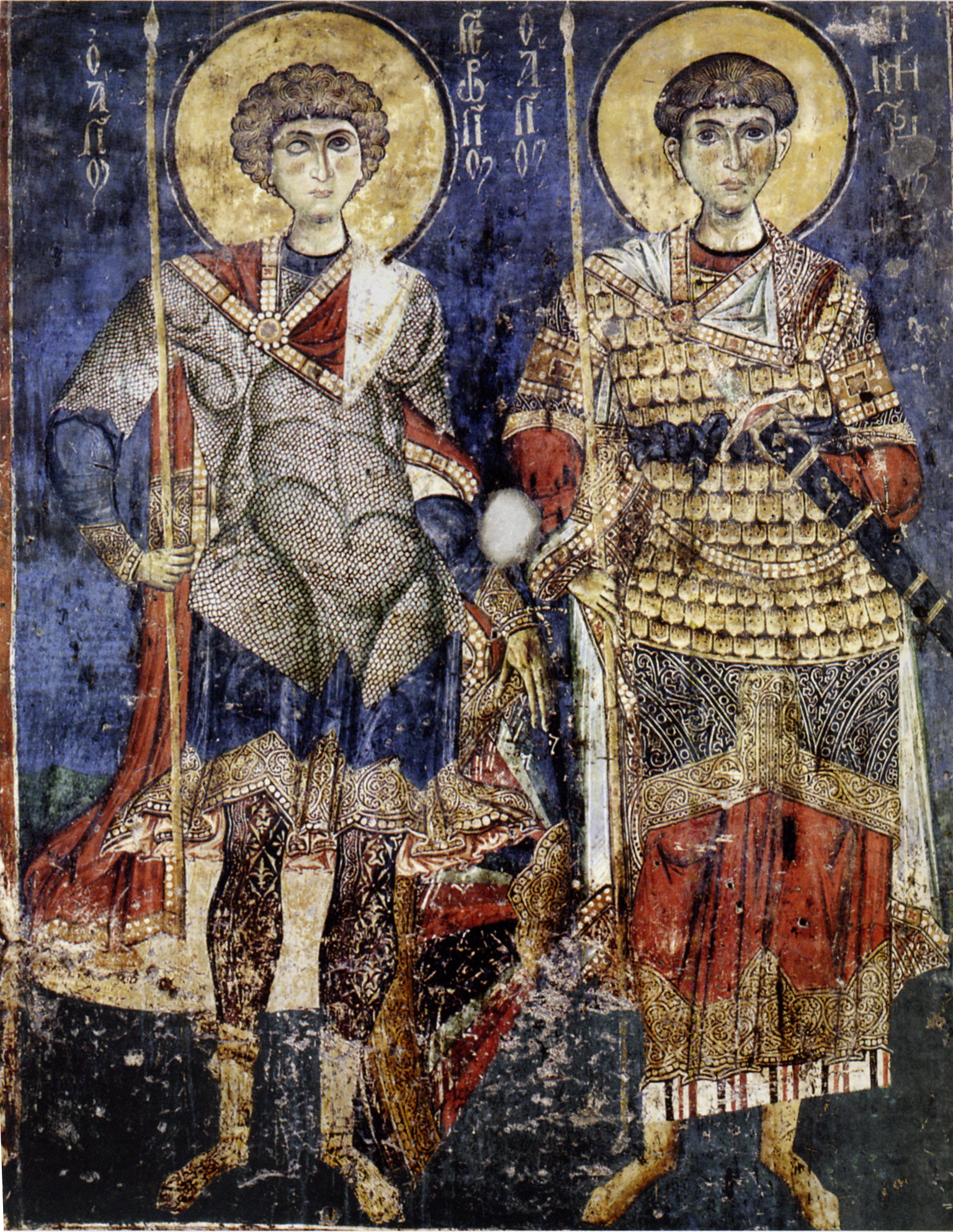
Св. Георгий и Димитрий, ок. 1180. Фреска Бессребреников в Кастории.
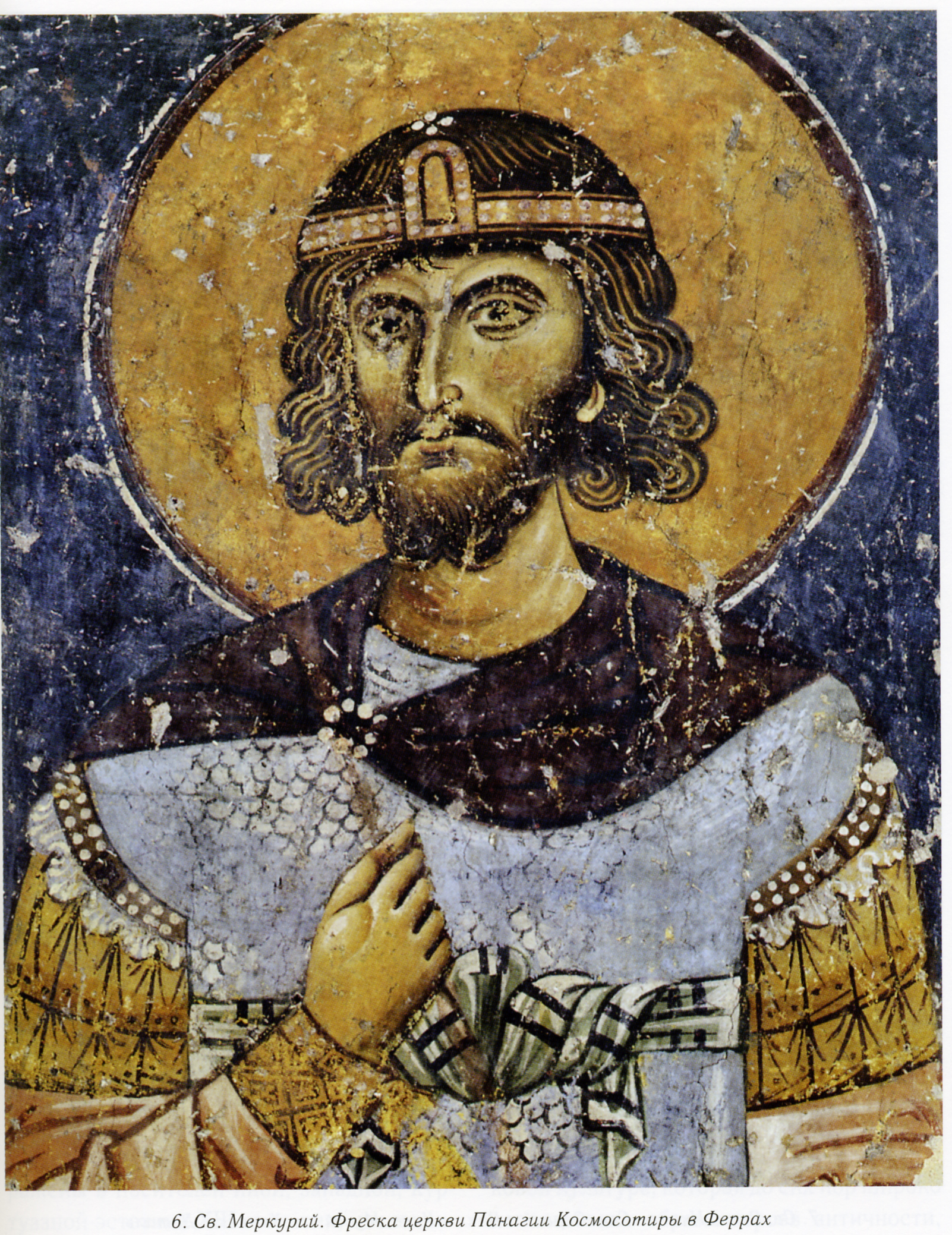
Св. Меркурий, 1152. Фреска церкви Панагии Космосотиры в Феррах.
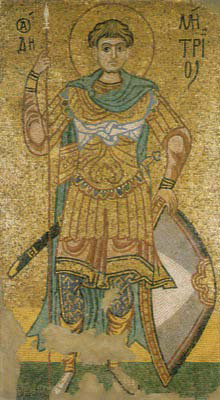
Влм. Димитрий. Мозаика из собора Михайловского Златоверхого монастыря. Киев. 1108—1113 годы. 214.5 х 122. В 1935 снята со стены, а в 1938 передана в ГТГ. Москва.
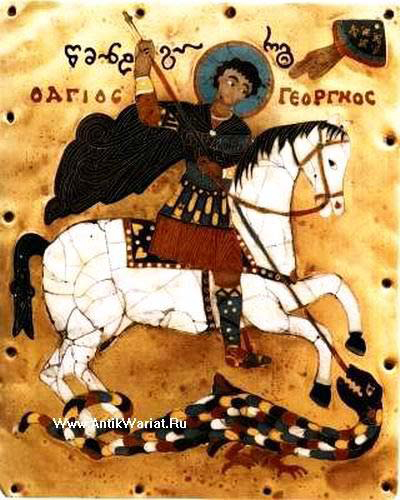
Влм. Георгий Победоносец. Грузия. XI—XII в. Перегородчатая Эмаль. Музей искусств Грузии. Тбилиси.
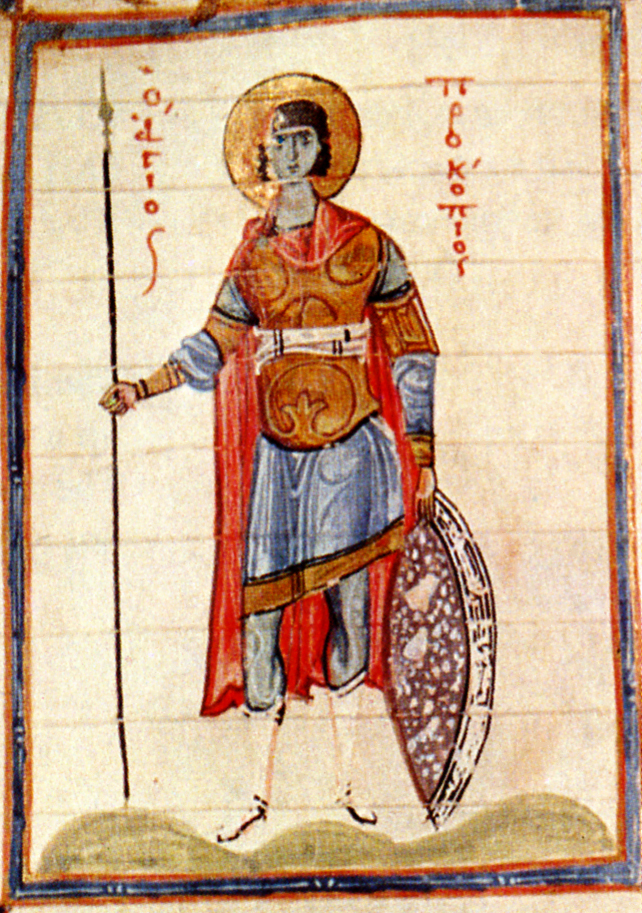
Mенологий. ГИМ греч. 9 лист 72 об. Св. Прокопий.